# 樂華邨
樂華邨（英語：Lok Wah Estate）是香港公共屋邨，項目編號為KL04，位於九龍龍山振華道70號，以南有鱷魚山，有功樂道及振華道連貫，並各取一字「樂」及「華」字命名，並且有「快樂中華」之意，在1982年12月至1985年7月分4期落成。在1984年分拆為樂華南邨、樂華北邨及樂雅苑方便管理，從1985年起，兩邨一苑各有各自的房屋署辦事處管理。而原本設於展華樓地下的房屋署樂華邨辦事處亦於1985年起分拆，並把樂華北邨及樂雅苑辦事處一併遷到秉華樓地下，而樂華南邨辦事處則遷往奐華樓地下，繼續為居民服務。
樂雅苑（英語：Lok Nga Court）是居者有其屋計劃下所出售之屋苑，位於樂華邨北面，全苑共有六座樓宇，在1984年落成。

## 歷史
屋邨是香港政府於1970年代發展觀塘北時規劃，前身為復華村平房區，於1951年落成，為當時在剛發展的觀塘工業區工作的人提供臨時居所。港府於1978年著手清拆復華村平房區，計劃原稱「新牛頭角邨」或「牛頭角東邨」，原址重建後的樂華邨於1982年至1985年分4期落成。第一期為A及B座的舊長型、聖公會基樂學校、樂華巴士總站及樂華街市、第二期為樂雅苑及振華道體育館、第三期為樂華商場及工字型大廈、第四期為Y1型大廈、樂善堂楊仲明學校、熟食亭及樂華社區中心。樂華邨於1985年開幕，開幕牌匾位於商場地下的噴水池後方之護土牆之上。
值得一提的是，本邨是受賈炳達道公園興建工程影響，西頭村村民的指定安置屋邨。

## 屋邨資料
屋邨主要由房屋署建築師楊俊傑設計；設計上滲透了中國建築的元素，呼應快樂中華的設計意念，例如在曲梯往邨的入口設置了月門一道，上方有一塊花崗石牌匾以中式書法刻有樂華邨三隻字、商場正門入口、大廈外牆選色、商場的中式通花磚、黑色木製涼亭、行人天橋上的紅色三角形裝飾等也是由中式建築的細部抽象化後，再以現代簡約方式表達出來，北至振華道、南至功樂道、東至康寧道。
屋邨按地勢分為4個不同高度平台，並有行人道系統（包括：樓梯、電梯及通道）上下山，邨內分為樂華（南）邨、樂雅苑及樂華（北）邨，三者皆由香港房屋委員會委托外判管理公司作物業管理、而租務及轉售限制管理則仍然由香港房屋委員會負責。

### 樓宇

#### 樂華邨
| 邨屬         | 樓宇名稱（座號） | 樓宇類型                           | 落成年份 | 層數                  | 每層伙數 | 每座單位總數（伙） | 建築師                  | 承建商   | 落成時採用的升降機廠商 | 2019年後改用的升降機廠商 | 期數 |
| ------------ | ---------------- | ---------------------------------- | -------- | --------------------- | -------- | ------------------ | ----------------------- | -------- | ---------------------- | ------------------------ | ---- |
| 樂華（南）邨 | 展華樓（A座）    | 舊長型 （中央走廊式，連接E+連接E） | 1982年   | 19                    | 60       | 1080               | 楊俊傑 （房屋署建築師） | 祥記建築 | 乘賓 (SABIEM)          | 蒂森克虜伯               | 1    |
| 樂華（南）邨 | 輝華樓（B座）    | 舊長型 （中央走廊式，連接E+連接E） | 1982年   | 19                    | 60       | 1080               | 楊俊傑 （房屋署建築師） | 祥記建築 | 乘賓 (SABIEM)          | 蒂森克虜伯               | 1    |
| 樂華（南）邨 | 奐華樓（J座）    | Y1型                               | 1985年   | 35                    | 36       | 1224               | 楊俊傑 （房屋署建築師） | 祥記建築 | 三菱                   | 奧的斯                   | 4    |
| 樂華（南）邨 | 敏華樓（K座）    | Y1型                               | 1985年   | 35                    | 36       | 1224               | 楊俊傑 （房屋署建築師） | 祥記建築 | 三菱                   | 奧的斯                   | 4    |
| 樂華（南）邨 | 喜華樓（L座）    | Y1型                               | 1985年   | 35                    | 36       | 1224               | 楊俊傑 （房屋署建築師） | 祥記建築 | 三菱                   | 奧的斯                   | 4    |
| 樂華（南）邨 | 安華樓（M座）    | Y1型                               | 1985年   | 35                    | 36       | 1224               | 楊俊傑 （房屋署建築師） | 祥記建築 | 三菱                   | 奧的斯                   | 4    |
| 樂華（北）邨 | 立華樓（C1座）   | 雙連座工字型 （第三代設計）        | 1985年   | 26（低座） 28（高座） | 15       | 810                | 楊俊傑 （房屋署建築師） | 祥記建築 | 快高靈                 | 奧的斯                   | 3    |
| 樂華（北）邨 | 達華樓（C2座）   | 雙連座工字型 （第三代設計）        | 1985年   | 26（低座） 28（高座） | 15       | 810                | 楊俊傑 （房屋署建築師） | 祥記建築 | 快高靈                 | 奧的斯                   | 3    |
| 樂華（北）邨 | 普華樓（G1座）   | 雙連座工字型 （第三代設計）        | 1985年   | 26（低座） 28（高座） | 15       | 810                | 楊俊傑 （房屋署建築師） | 祥記建築 | 快高靈                 | 奧的斯                   | 3    |
| 樂華（北）邨 | 勤華樓（G2座）   | 雙連座工字型 （第三代設計）        | 1985年   | 26（低座） 28（高座） | 15       | 810                | 楊俊傑 （房屋署建築師） | 祥記建築 | 快高靈                 | 奧的斯                   | 3    |
| 樂華（北）邨 | 寧華樓（H1座）   | 雙連座工字型 （第三代設計）        | 1985年   | 26（低座） 28（高座） | 15       | 810                | 楊俊傑 （房屋署建築師） | 祥記建築 | 快高靈                 | 奧的斯                   | 3    |
| 樂華（北）邨 | 信華樓（H2座）   | 雙連座工字型 （第三代設計）        | 1985年   | 26（低座） 28（高座） | 15       | 810                | 楊俊傑 （房屋署建築師） | 祥記建築 | 快高靈                 | 奧的斯                   | 3    |
| 樂華（北）邨 | 秉華樓（I1座）   | 雙連座工字型 （第三代設計）        | 1985年   | 26（低座） 28（高座） | 15       | 810                | 楊俊傑 （房屋署建築師） | 祥記建築 | 快高靈                 | 奧的斯                   | 3    |
| 樂華（北）邨 | 欣華樓（I2座）   | 雙連座工字型 （第三代設計）        | 1985年   | 26（低座） 28（高座） | 15       | 810                | 楊俊傑 （房屋署建築師） | 祥記建築 | 快高靈                 | 奧的斯                   | 3    |

（註：因發展計劃內的D1,D2,E1,E2,F1及F2座已經轉作居者有其屋計劃屋苑的關係，故此略去部份座號。上述座號是以房屋署Estate Property的記錄為依歸。）
1. ↑  英文名字與順緻苑順華閣一致
2. ↑  英文名字與茵翠苑茵華閣一致

#### 樂雅苑

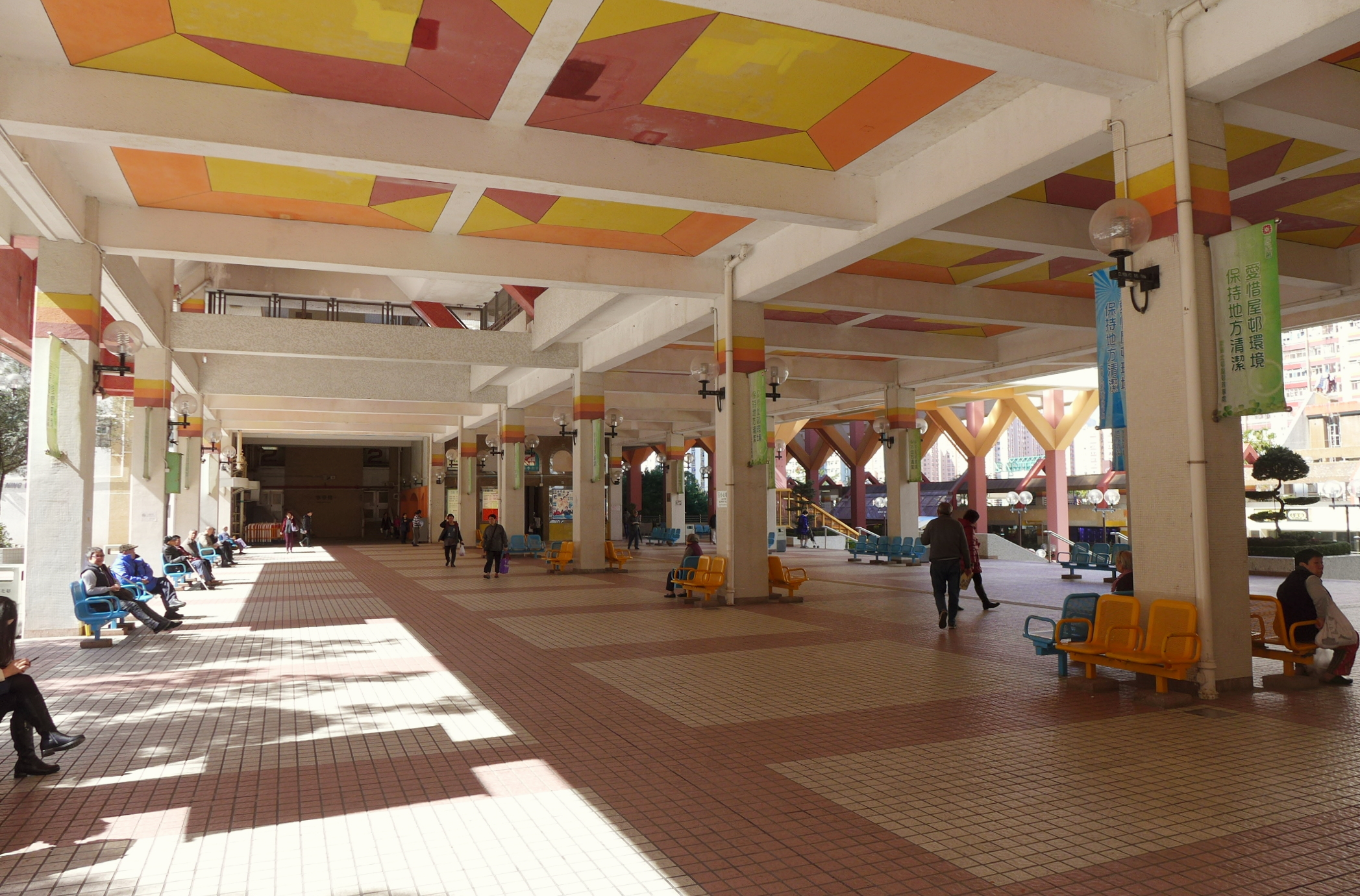
樂華商場正門入口天花設紅色三角形裝飾

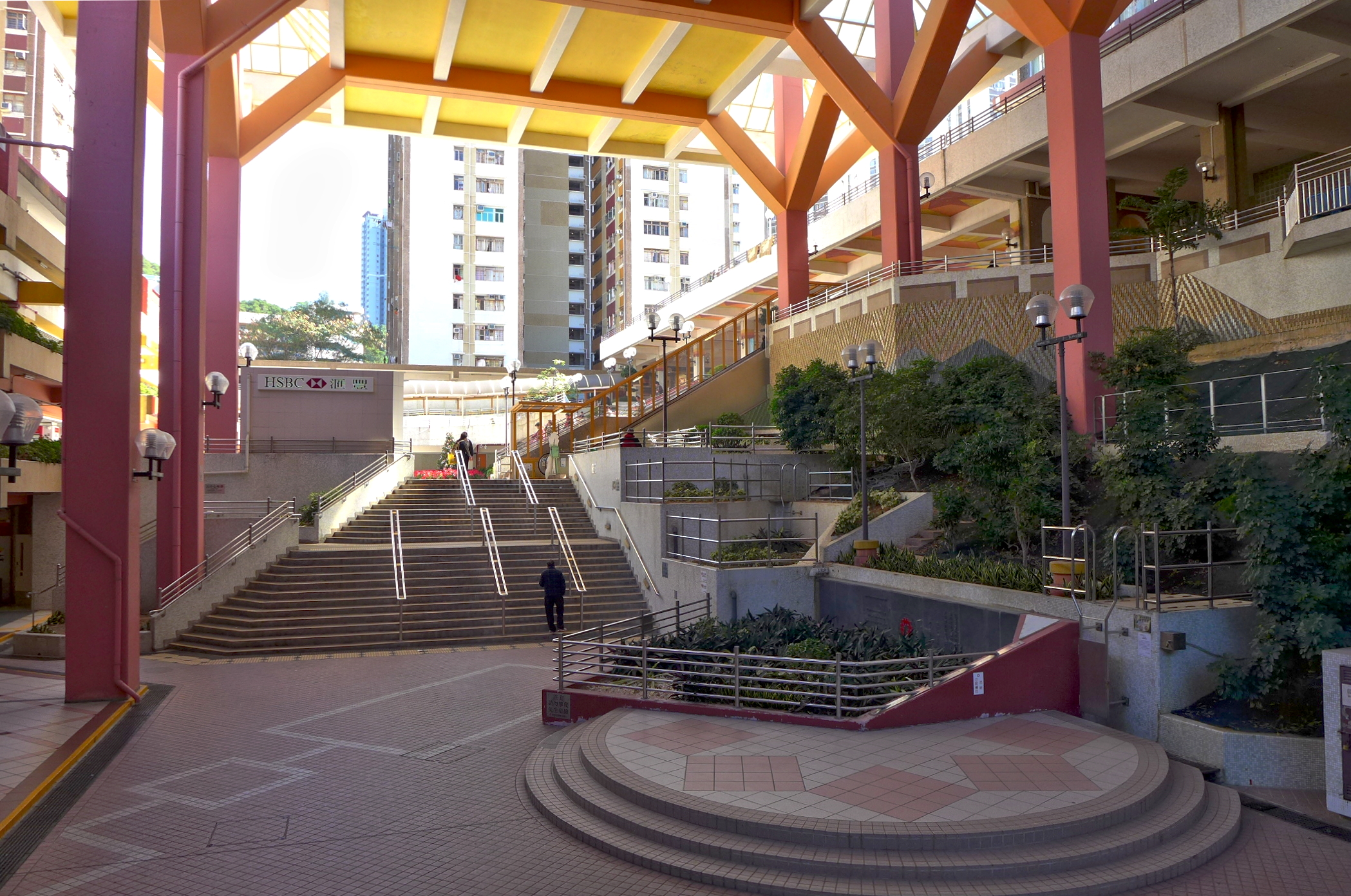
屋邨按地勢分為不同高度平台

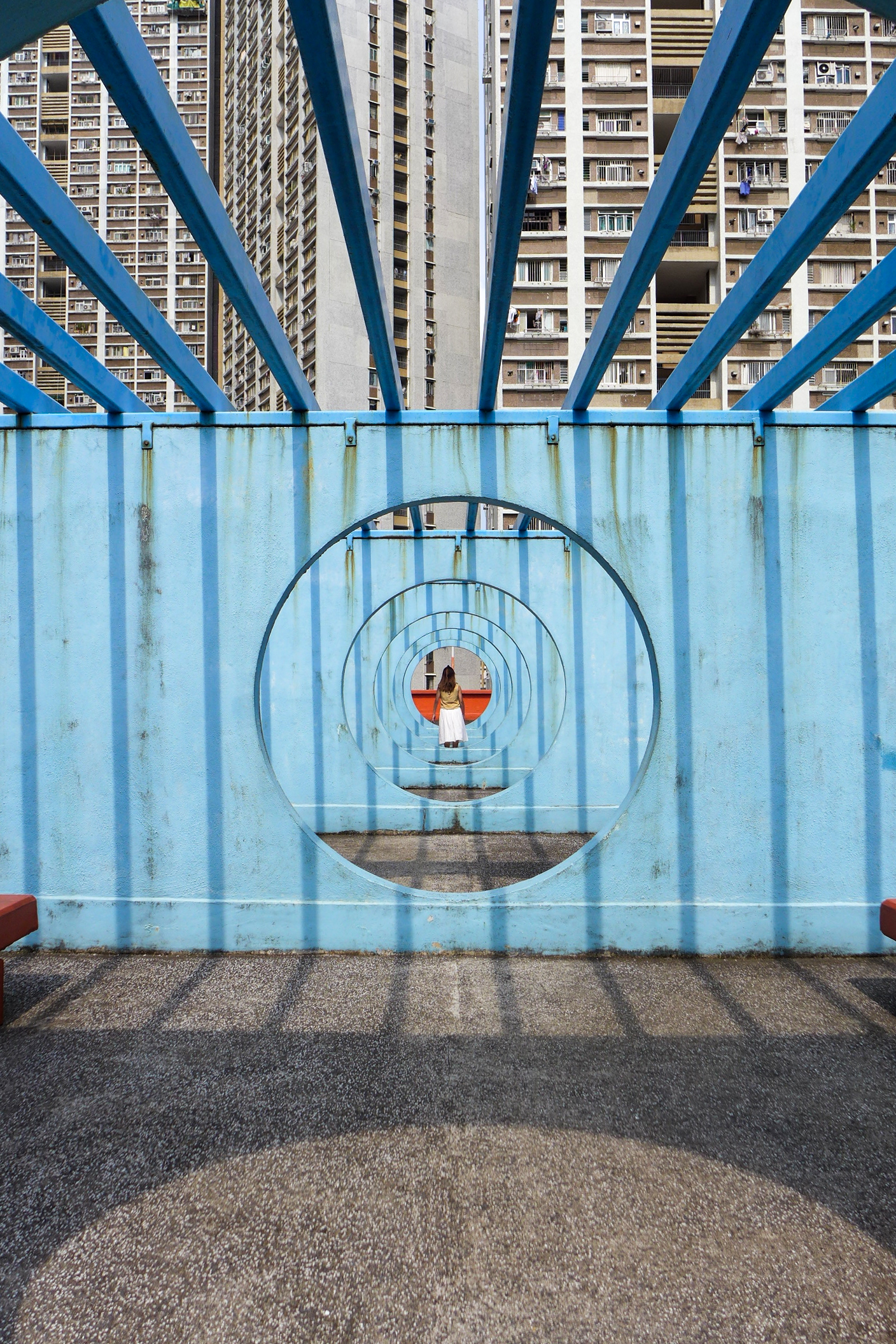
樂華南邨停車場天台的涼亭，成為不少人的拍照熱點

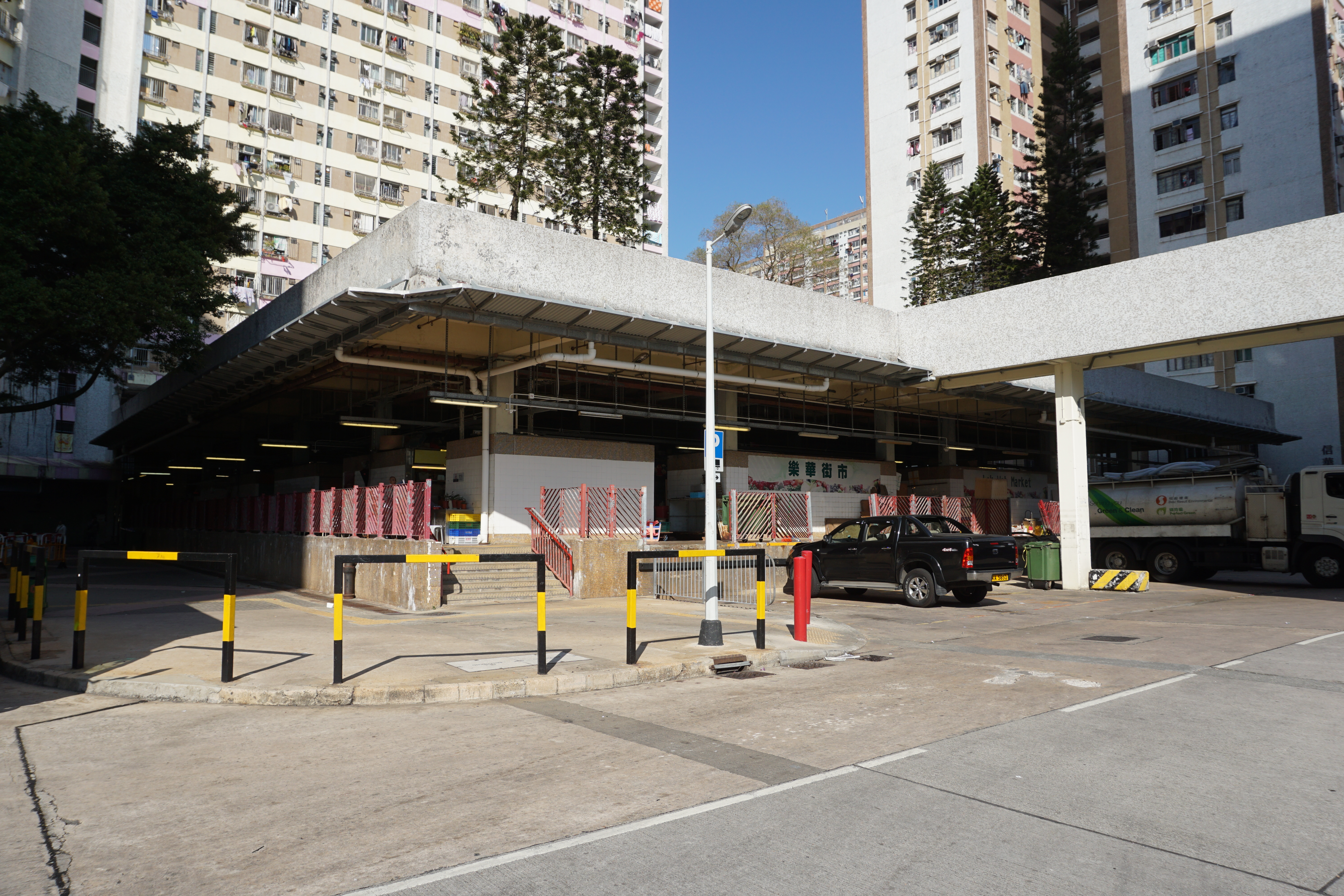
樂華街市整體外觀

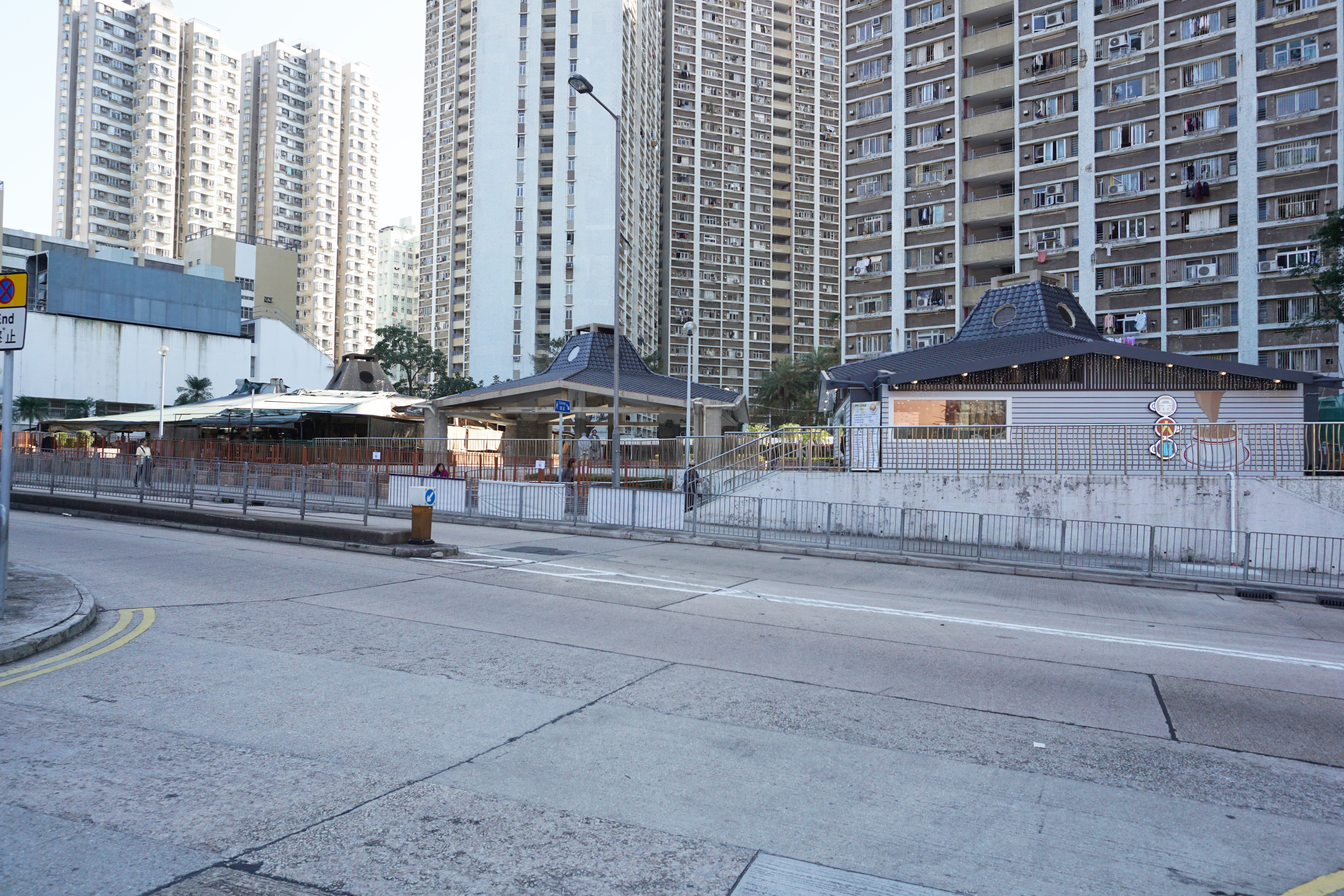
冬菇亭熟食檔及茶餐廳

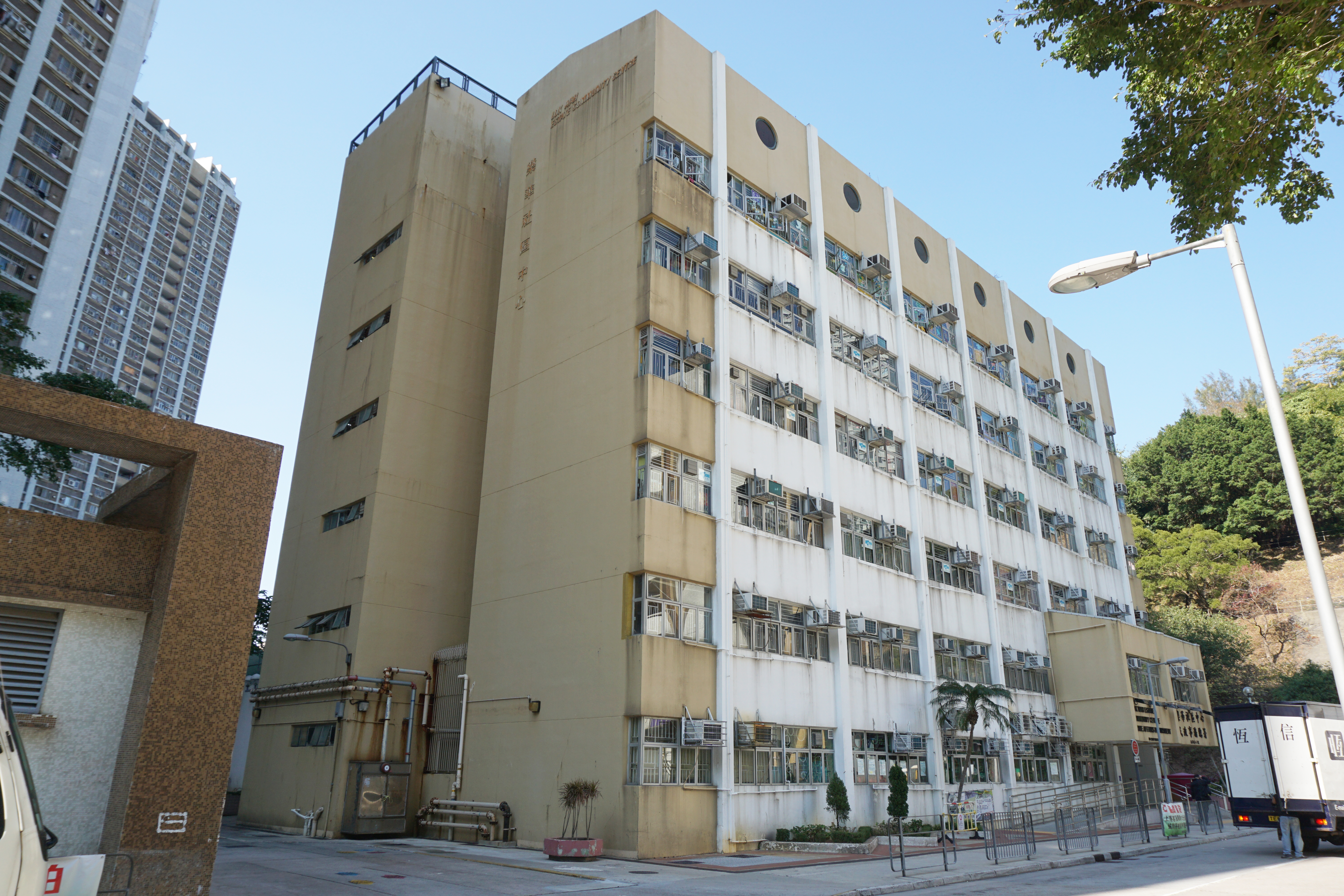
樂華社區中心

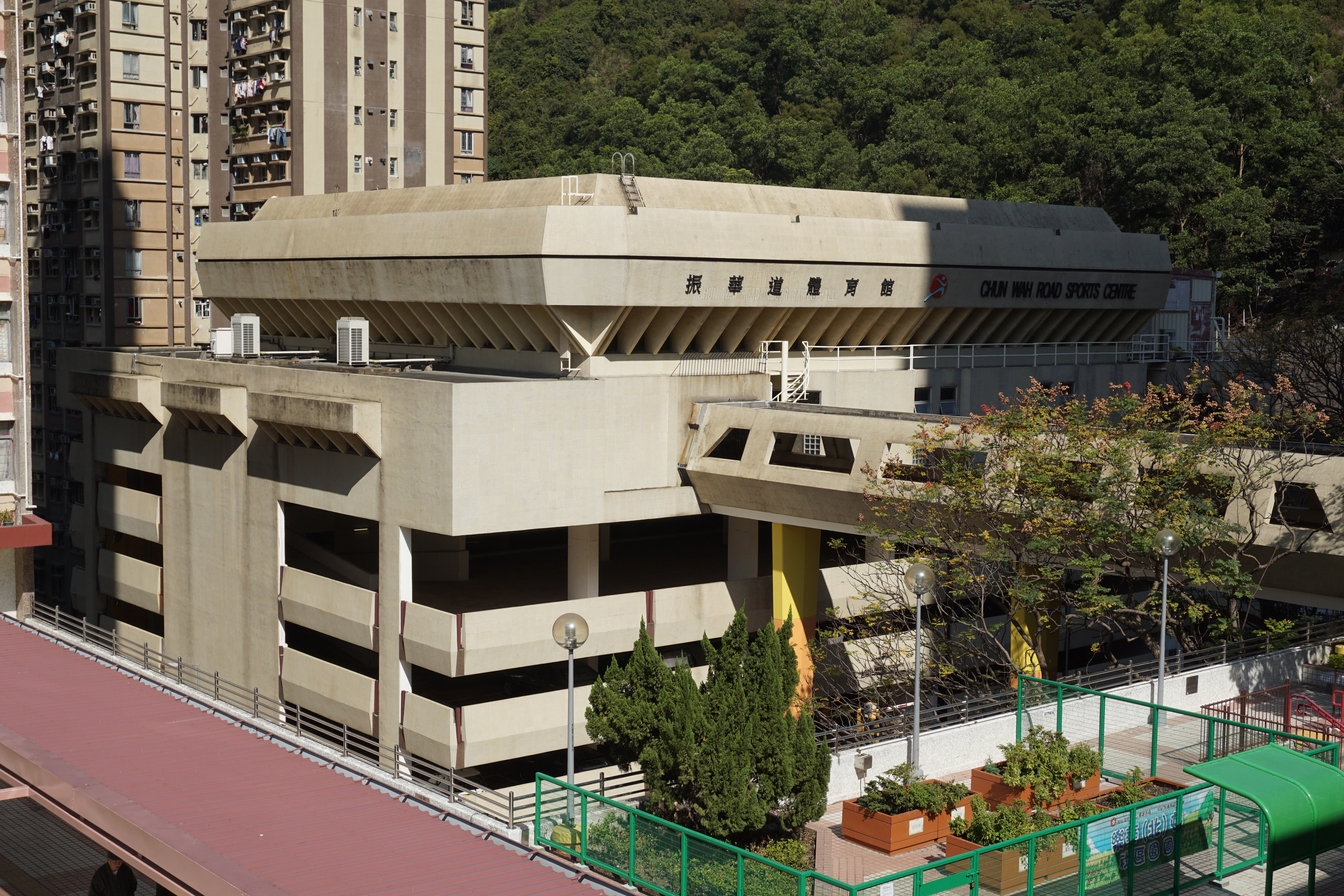
振華道體育館、樂雅苑停車場及樂華北邨社區園圃

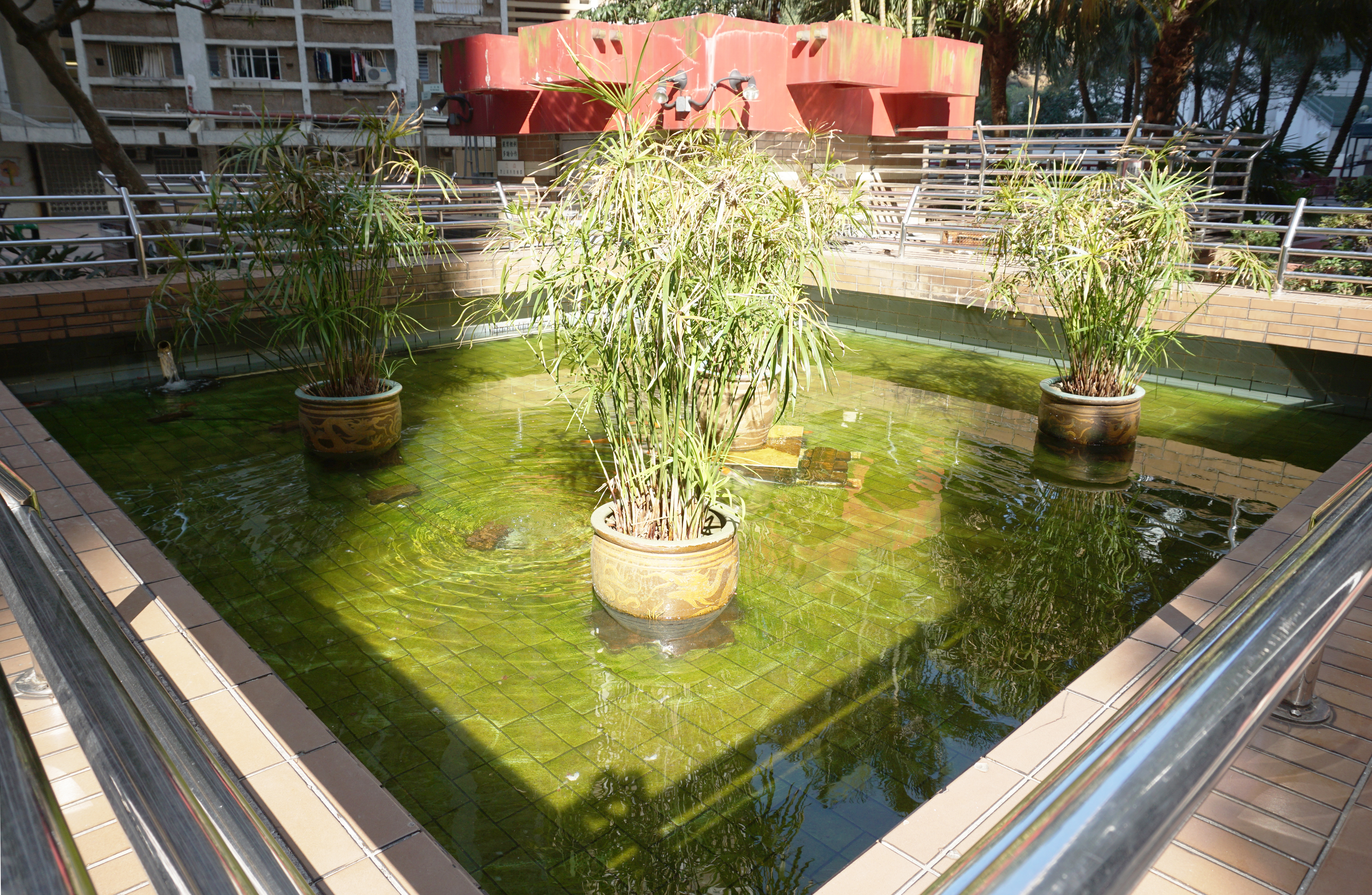
水池

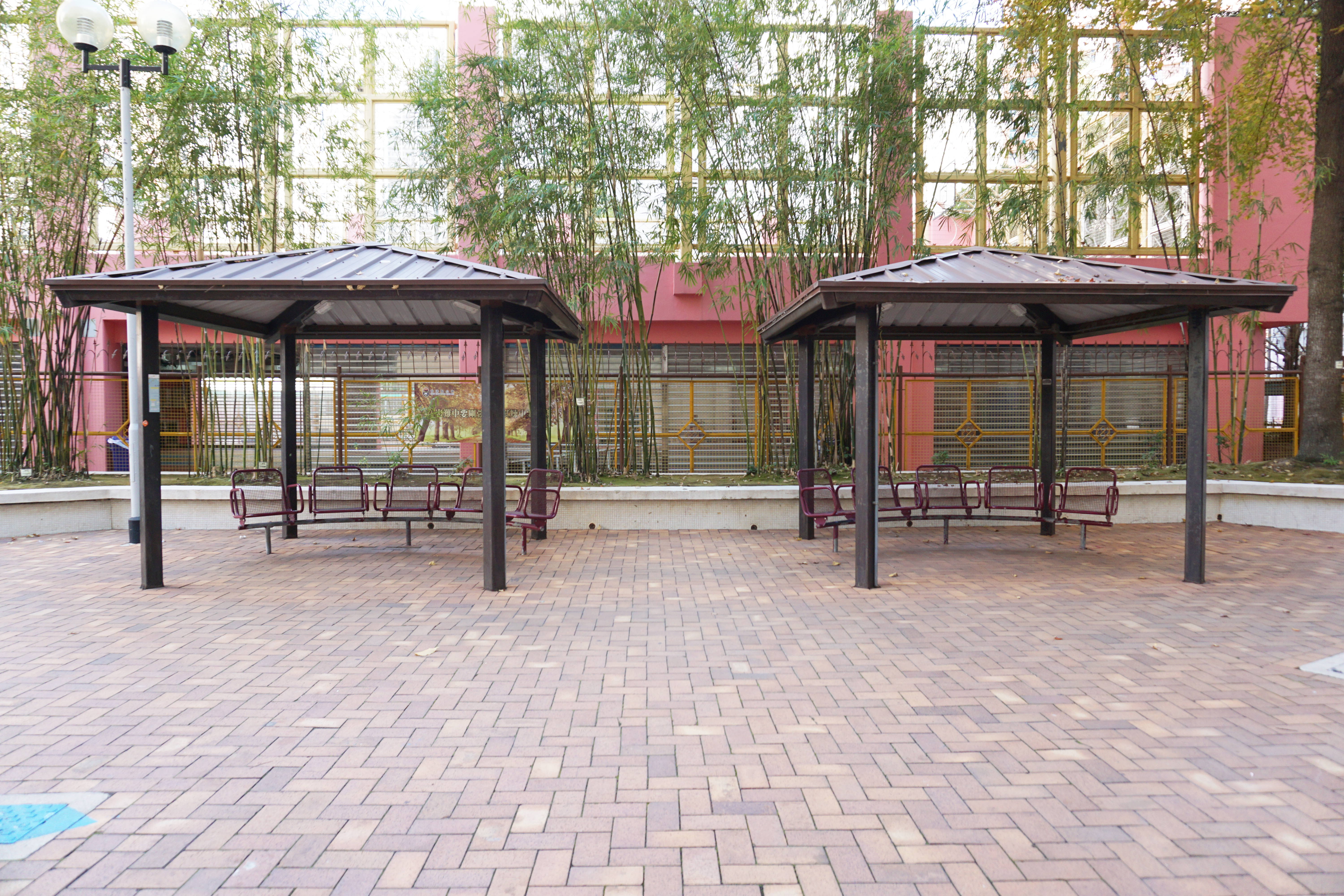
涼亭

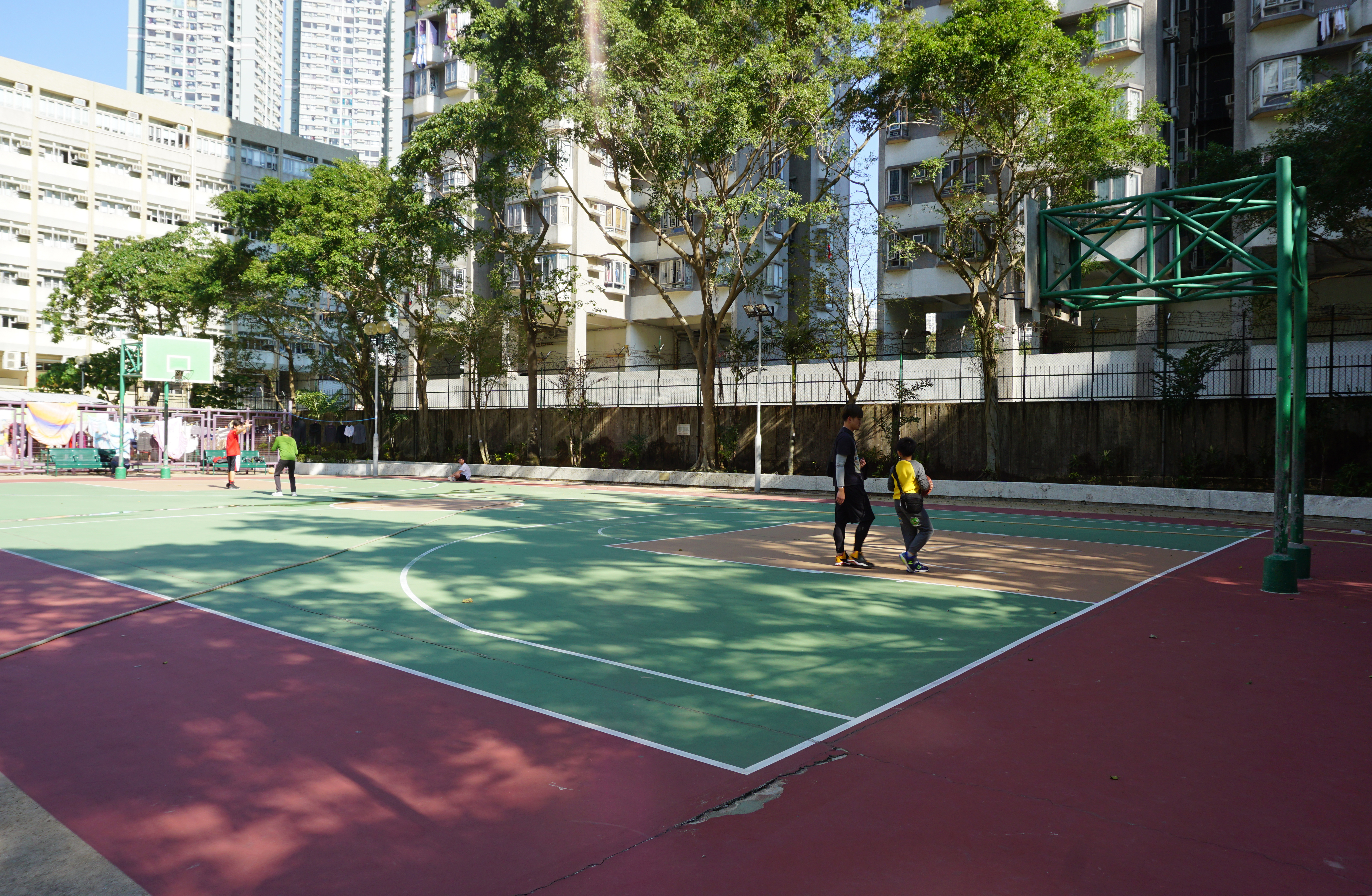
籃球場

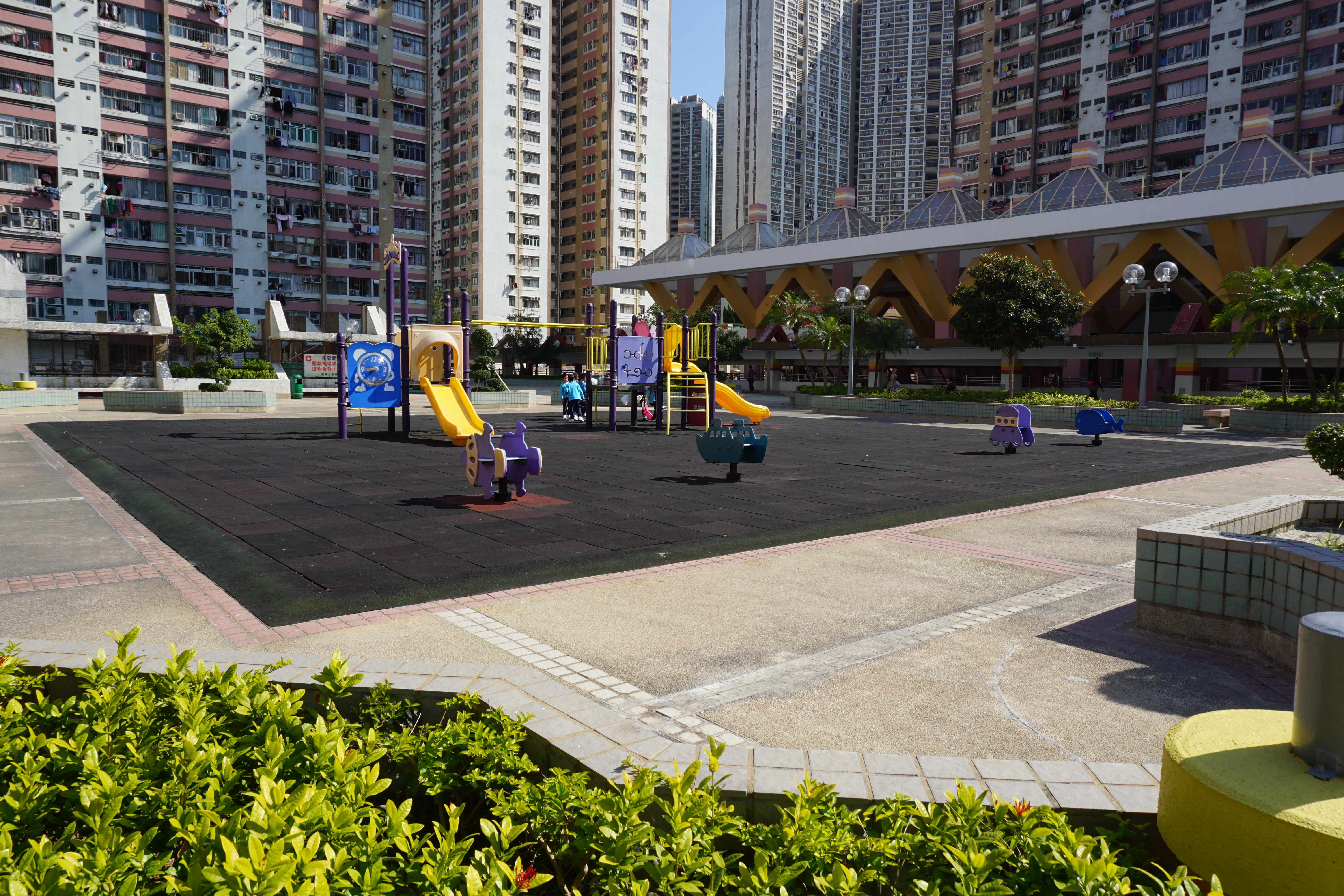
樂華北邨兒童遊樂場

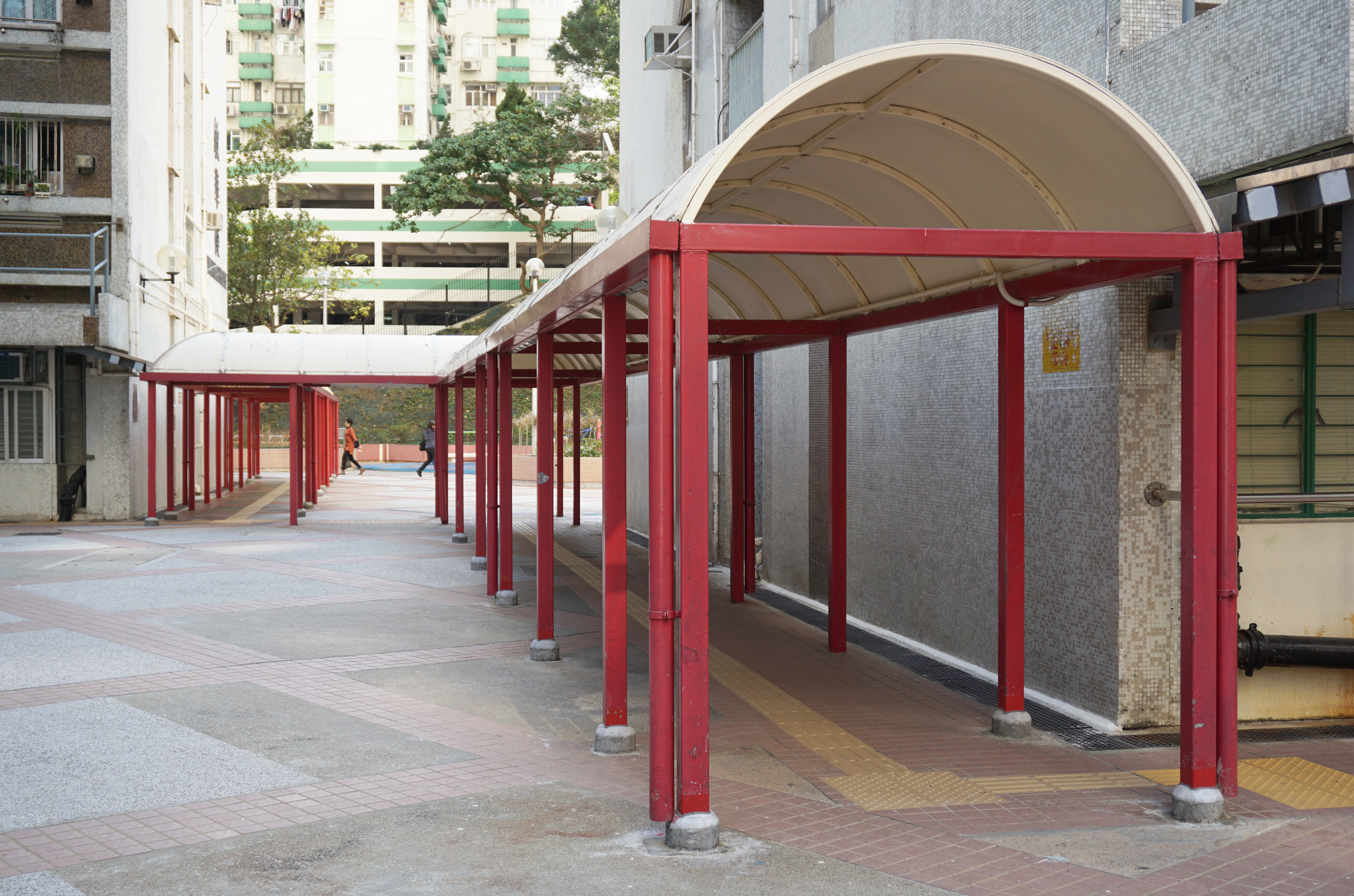
有蓋行人通道

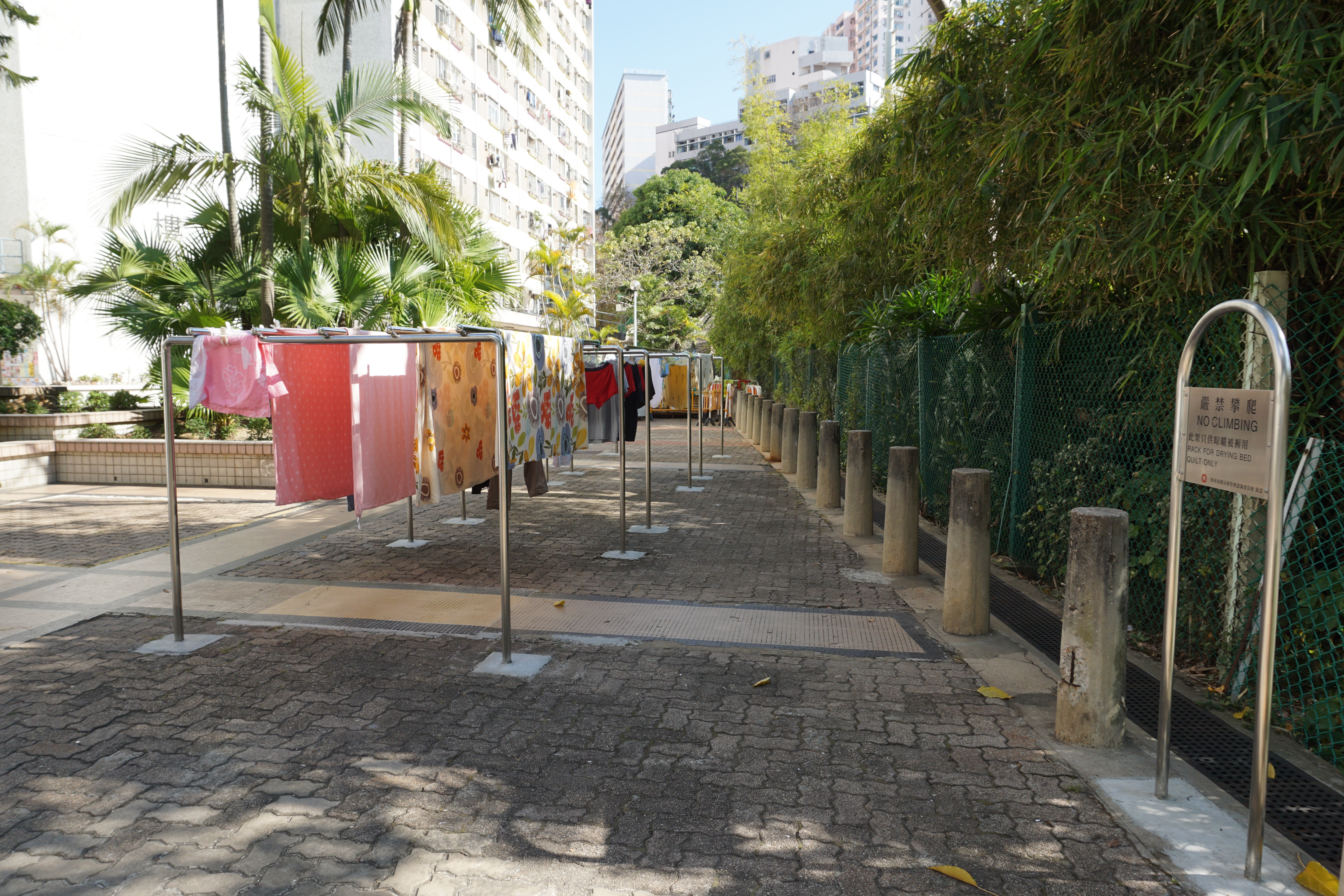
曬被褥架

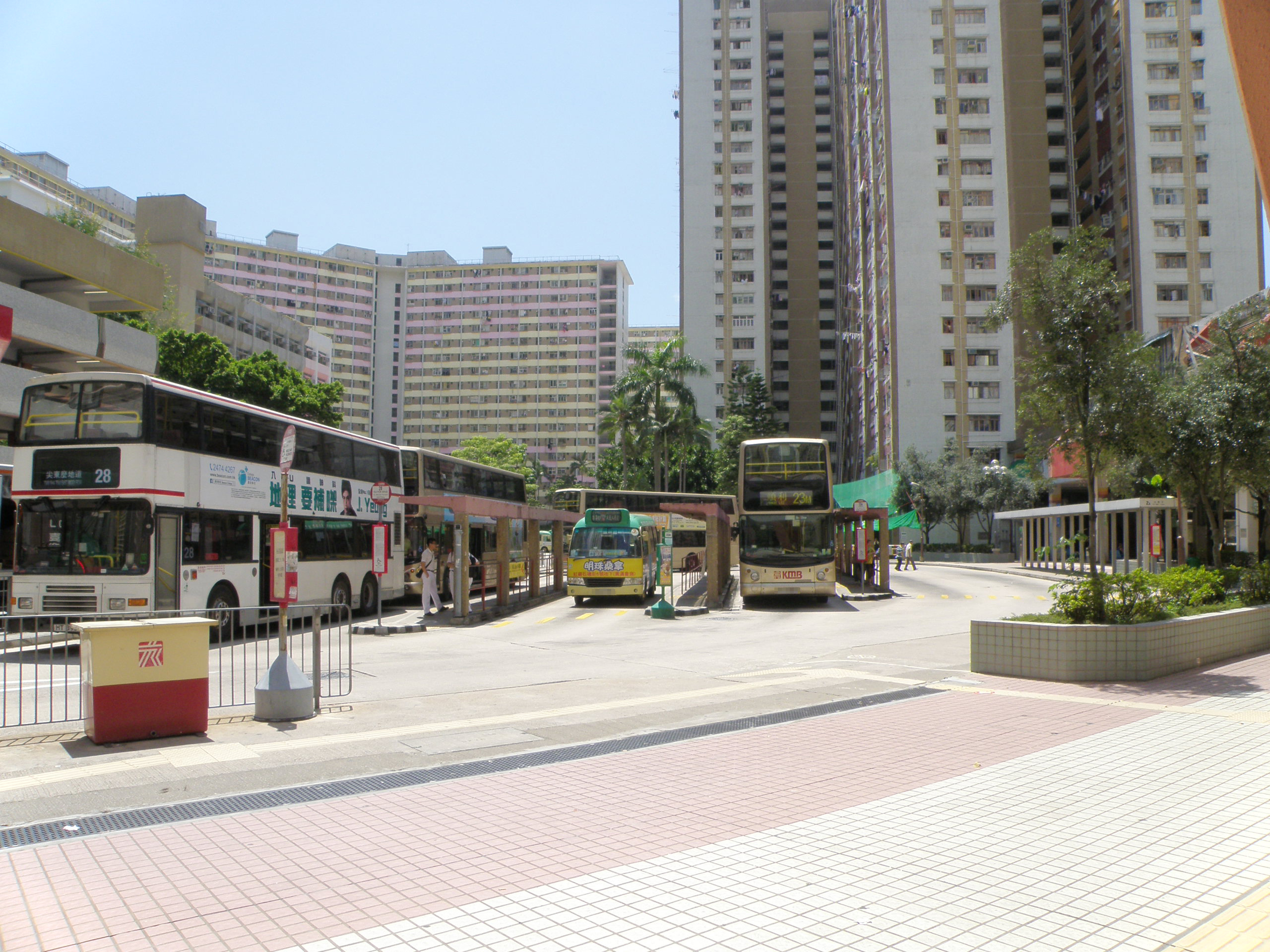
樂華巴士總站

| 樓宇名稱（座號） | 樓宇類型     | 落成年份 | 層數 | 每層伙數 | 單位數目（伙） | 建築師                  | 承建商   | 採用的升降機廠商 | 期數 |
| ---------------- | ------------ | -------- | ---- | -------- | -------------- | ----------------------- | -------- | ---------------- | ---- |
| 雅逸閣（A座）    | 彈性十字二型 | 1984年   | 28   | 8        | 224            | 楊俊傑 （房屋署建築師） | 有成建築 | 美善高 (通力)    | 2    |
| 雅靜閣（B座）    | 彈性十字二型 | 1984年   | 27   | 8        | 216            | 楊俊傑 （房屋署建築師） | 有成建築 | 美善高 (通力)    | 2    |
| 雅趣閣（C座）    | 彈性十字二型 | 1984年   | 28   | 8        | 224            | 楊俊傑 （房屋署建築師） | 有成建築 | 美善高 (通力)    | 2    |
| 雅意閣（D座）    | 彈性十字二型 | 1984年   | 28   | 8        | 224            | 楊俊傑 （房屋署建築師） | 有成建築 | 美善高 (通力)    | 2    |
| 雅和閣（E座）    | 彈性十字二型 | 1984年   | 27   | 8        | 216            | 楊俊傑 （房屋署建築師） | 有成建築 | 美善高 (通力)    | 2    |
| 雅平閣（F座）    | 彈性十字二型 | 1984年   | 28   | 8        | 224            | 楊俊傑 （房屋署建築師） | 有成建築 | 美善高 (通力)    | 2    |

## 教育及福利設施
樂華邨及附近的中小學：幼稚園
- 福建中學（1951年創辦）
- 慕光英文書院（1954年創辦）
- 聖傑靈女子中學（1968年創辦）
- 觀塘功樂官立中學（1970創辦）
- 寧波公學
- 高雷中學（1971年創辦）
- 聖公會基樂小學（1983年創辦）
- 樂善堂楊仲明學校 （页面存档备份，存于）（1985年創辦）（原樂善堂油塘灣學校，舊址位於油塘邨第九座）
- 樂華天主教小學（2000年創辦）（原牛頭角天主教小學，舊址位於牛頭角上邨第一座）
- 路德會沙崙堂幼稚園 （页面存档备份，存于） （1985年創辦）（位於樂華北邨勤華樓4樓405-415號）
- 新九龍婦女會樂華幼兒園 （页面存档备份，存于）（1987年創辦）（位於樂華社區中心6樓）
- 官塘浸信會幼稚園 （页面存档备份，存于） （1977年創辦）（位於功樂道83號地下）

已結束
- 香港神託會培恩幼稚園 （页面存档备份，存于）（1996年暫停辦學五年，2001年改於彩明苑重開）

### 綜合青少年服務中心
- 香港基督教女青年會　樂華綜合社會服務處]（位於樂華社區中心地下及3至5樓）https://www.facebook.com/ITLWYWCA

### 綜合家居照顧服務
- 香港家庭福利會東九龍（牛頭角）分會（位於樂華南邨展華樓地下）

### 長者鄰舍中心
- 保良局劉陳小寶耆暉中心 （页面存档备份，存于） （位於樂華南邨輝華樓地下及樂華北邨立華樓地下）

### 長者日間護理中心
- 香港聖公會樂華長者日間護理中心 （页面存档备份，存于）（位於樂華北邨普華樓地下）
- 香港基督教服務處展華長者日間護理中心 （页面存档备份，存于）  （2002年創辦）（位於樂華南邨展華樓3樓）

### 安老院
- 香港聖公會牧愛長者之家 （页面存档备份，存于）  （位於樂華南邨輝華樓地下及二樓）

### 成人訓練中心暨宿舍
- 扶康會樂華成人訓練中心 （页面存档备份，存于） （位於樂華南邨喜華樓地下）

## 康體設施
- 振華道體育館
- 功樂道遊樂場（位於樂華邨第一期旁，設有香港罕見單車場，並提供單車租貸服務）
- 樂華遊樂場

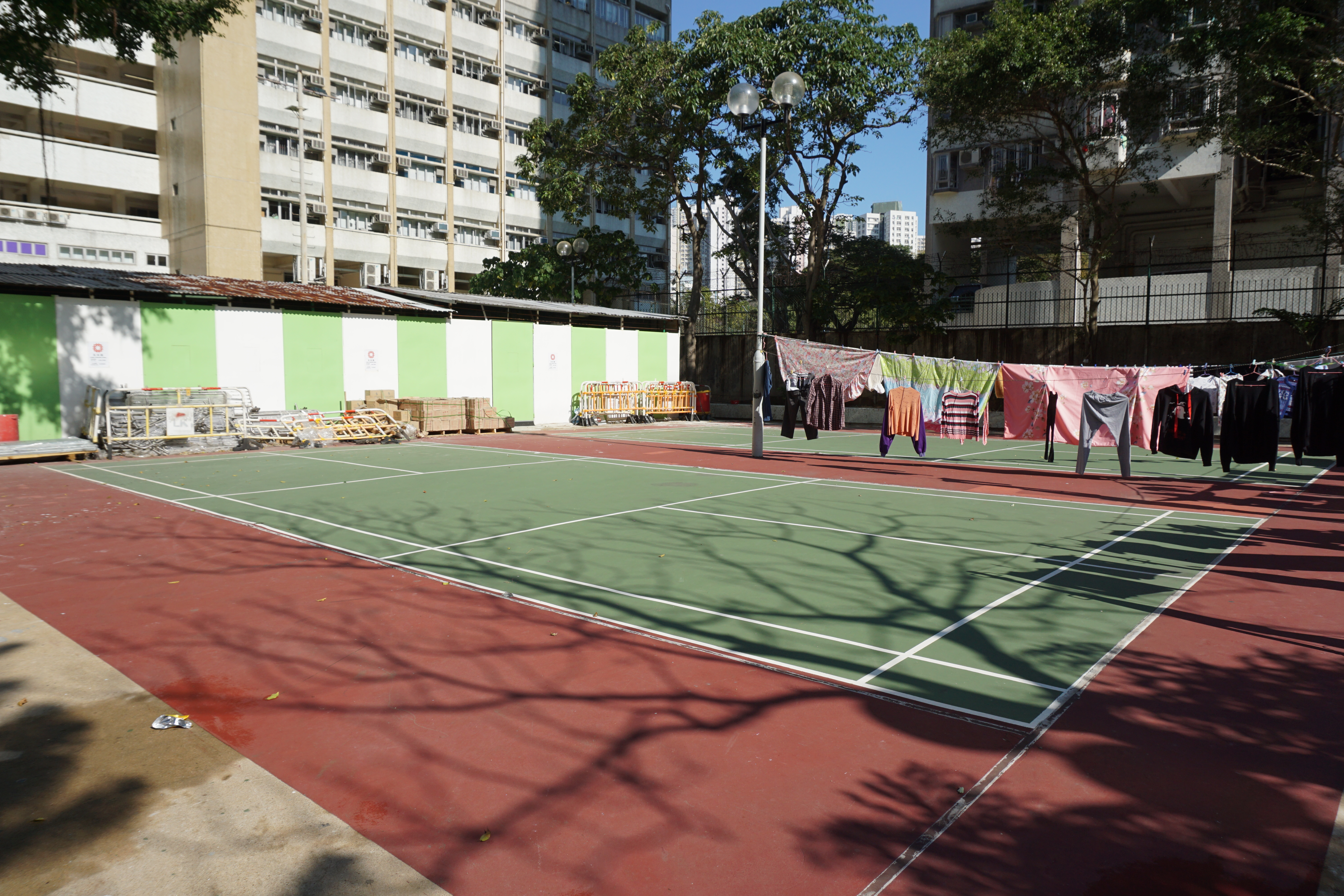
羽毛球場
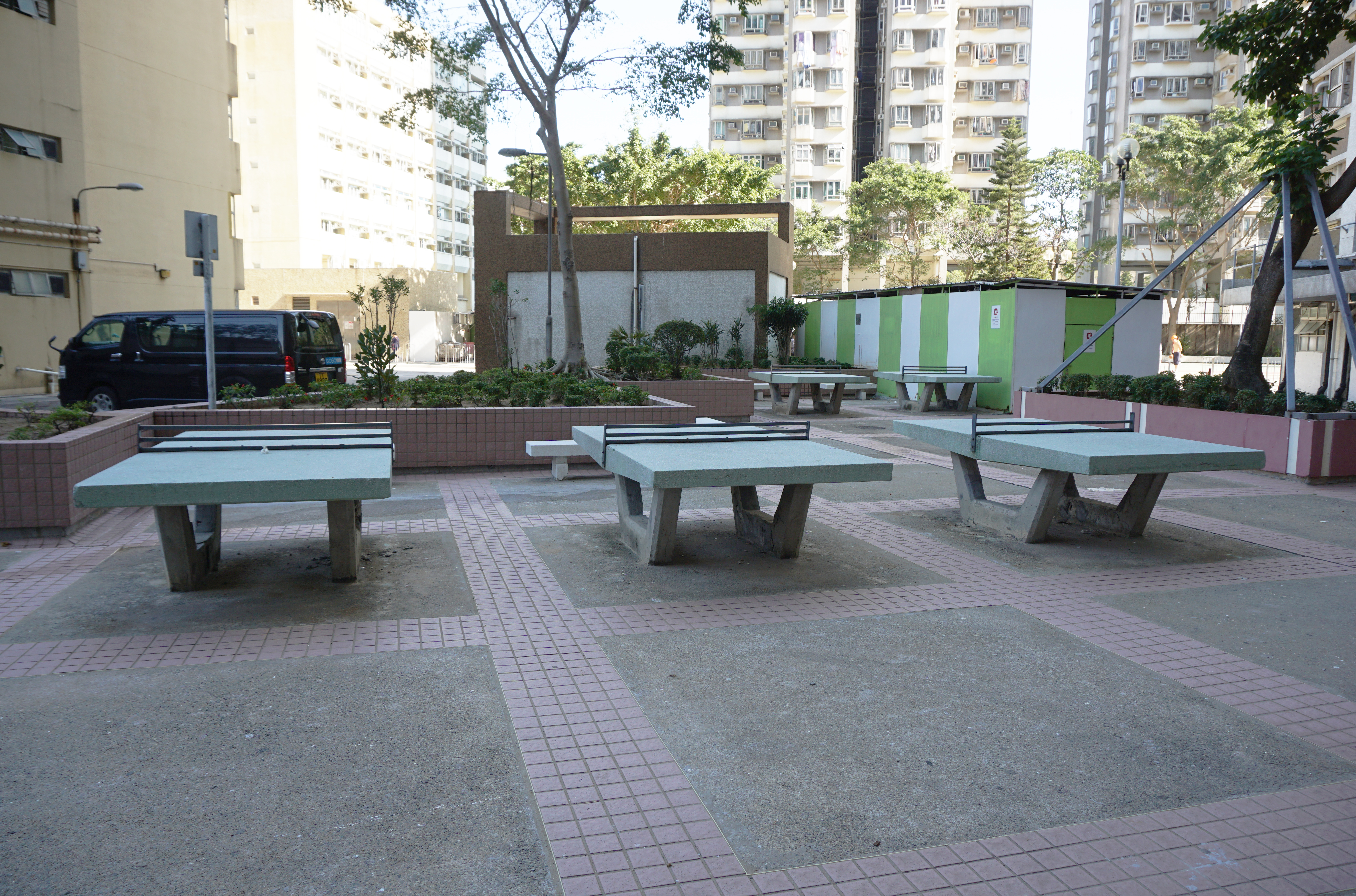
乒乓球檯
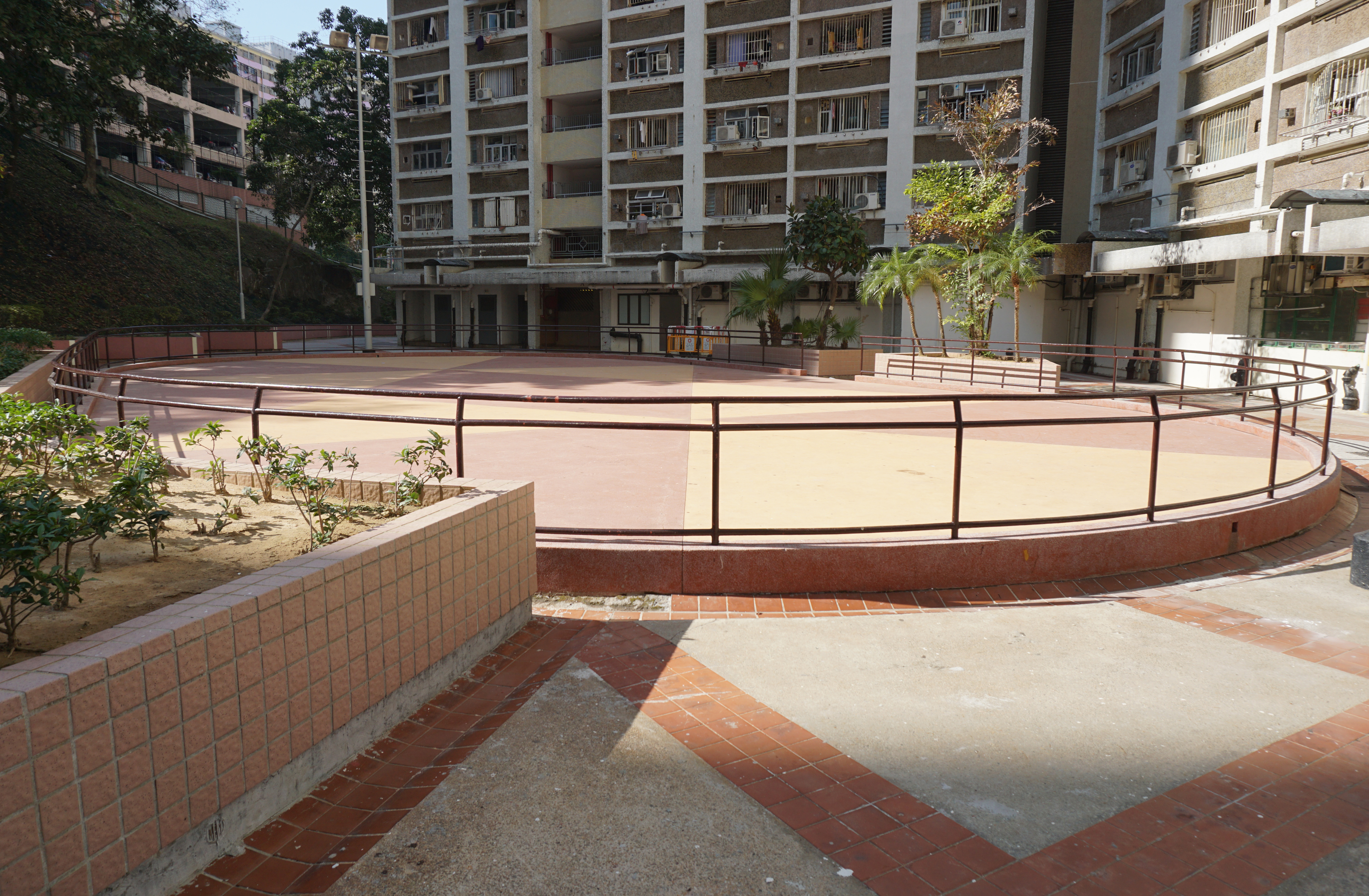
滾軸溜冰場
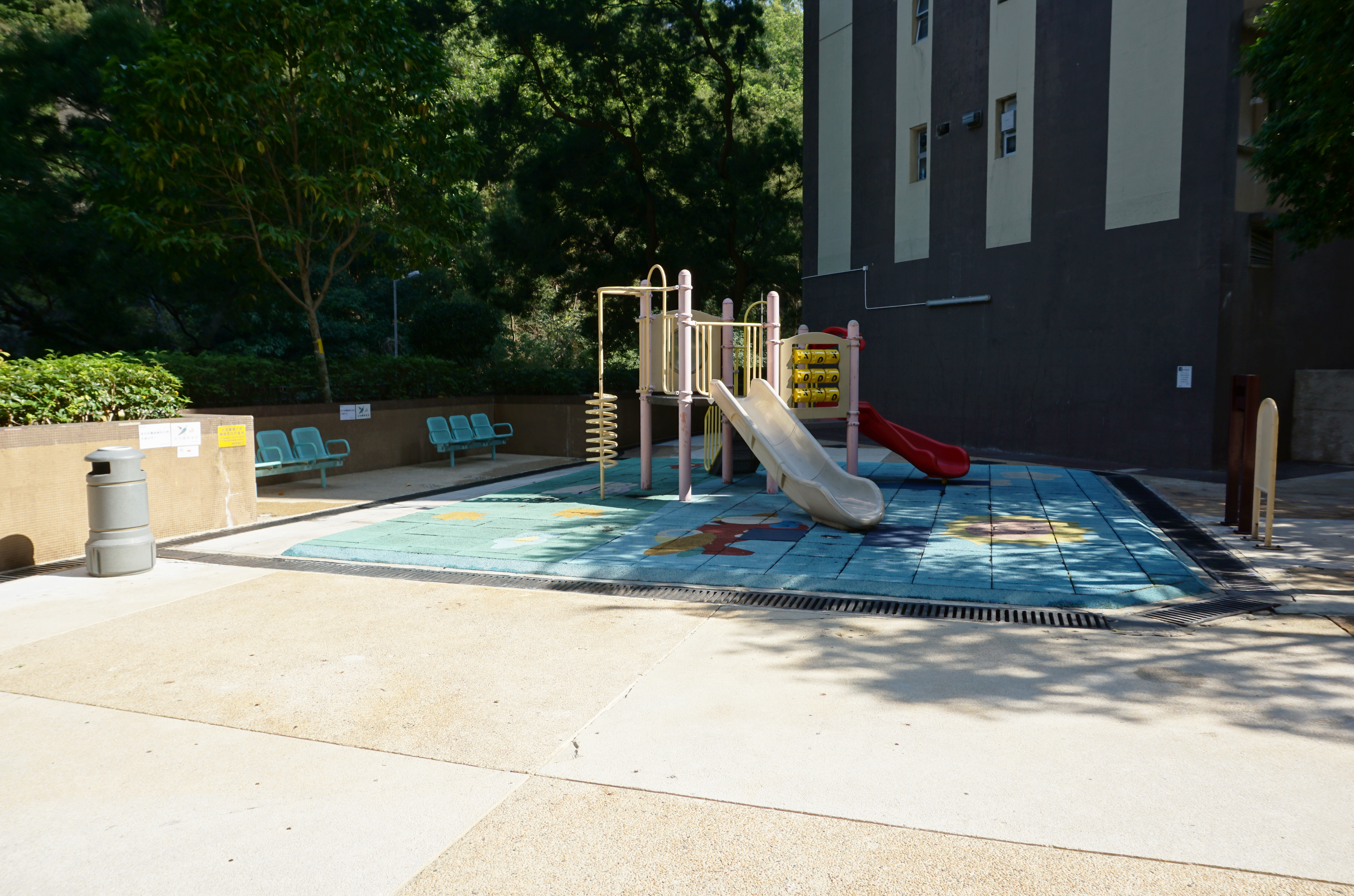
樂雅苑兒童遊樂場
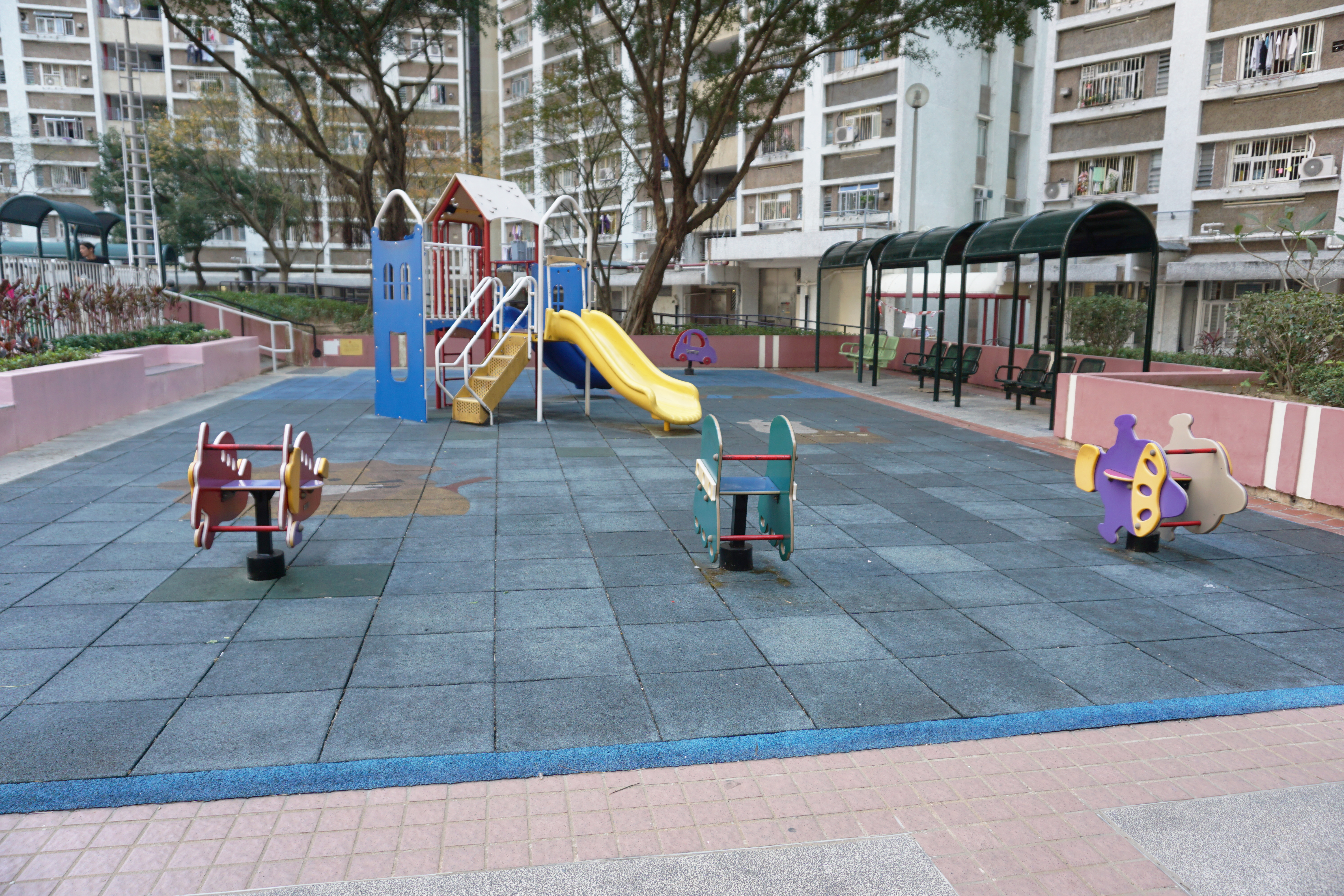
樂華南邨兒童遊樂場
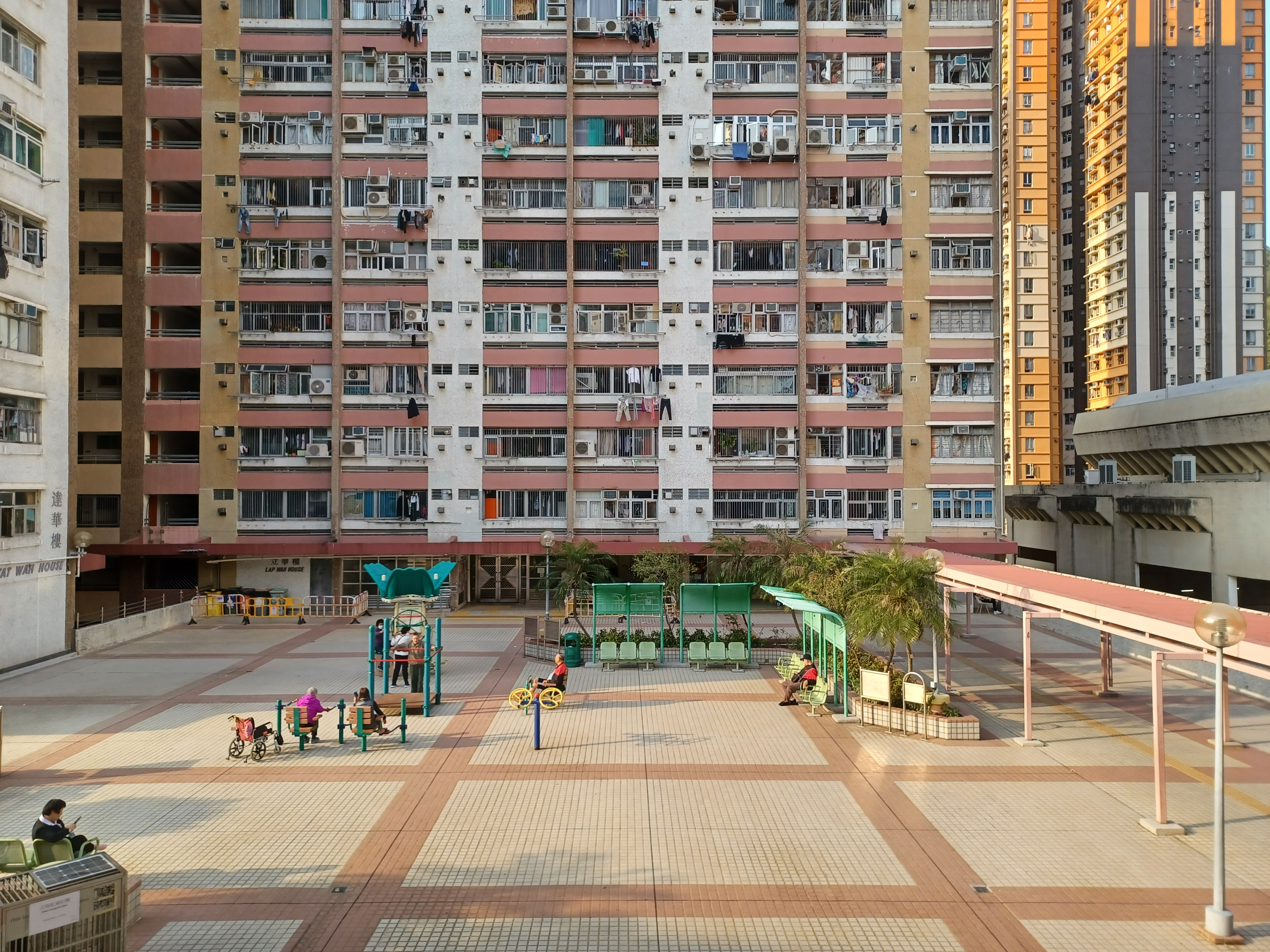
樂華北邨健體及休憩區
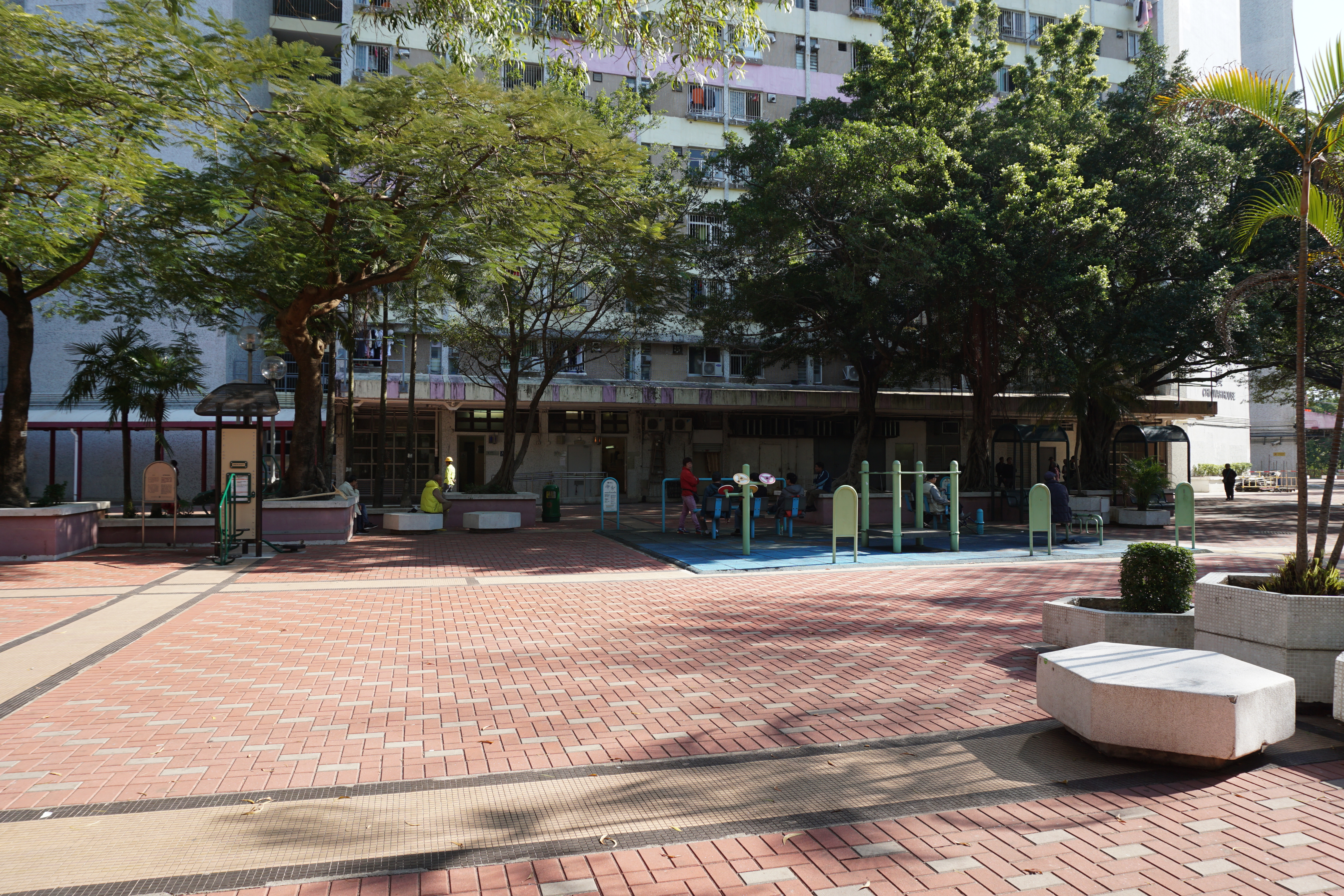
樂華南邨健體區
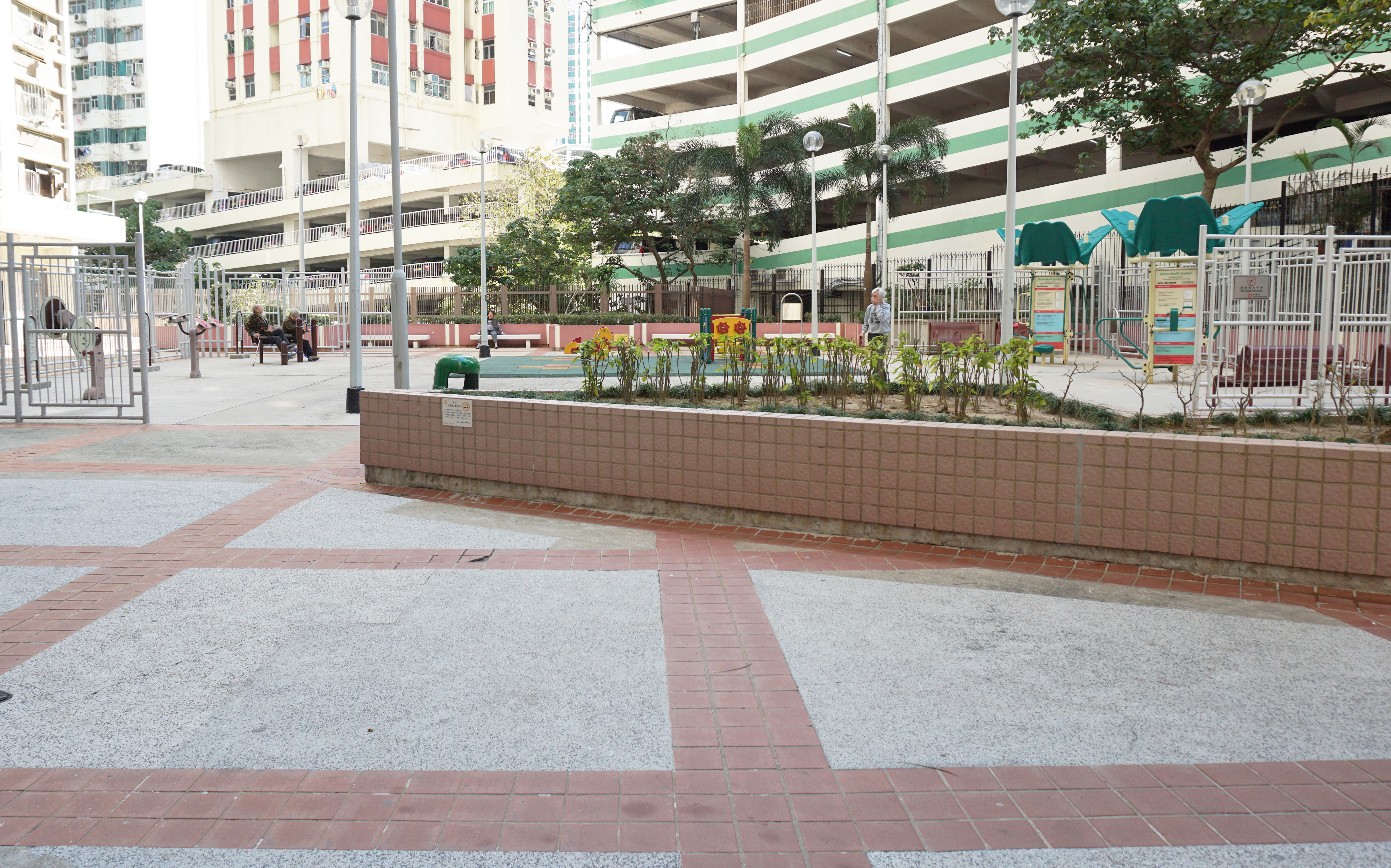
樂華南邨健體區及兒童遊樂場（2）
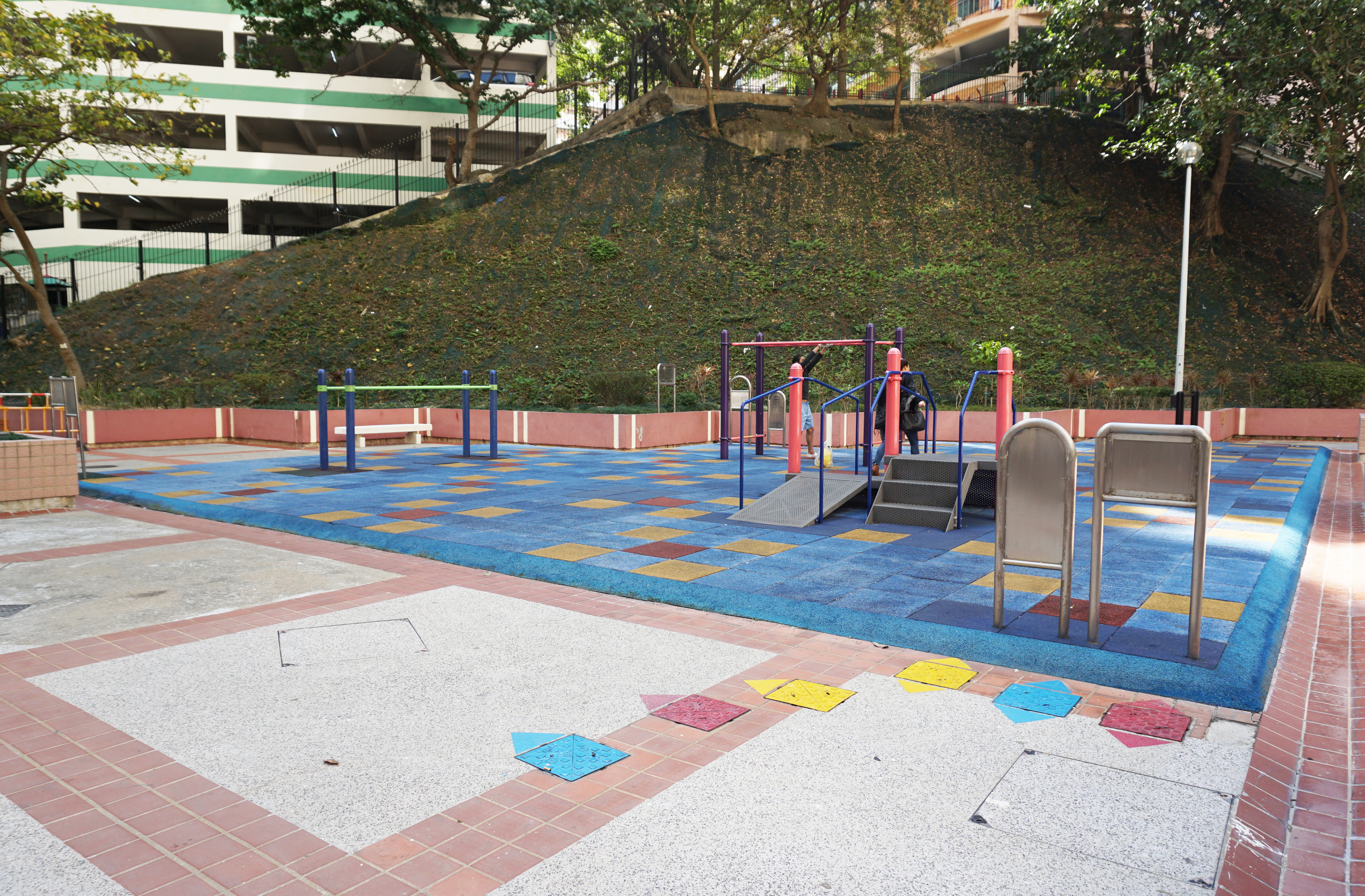
樂華南邨健體區（3）
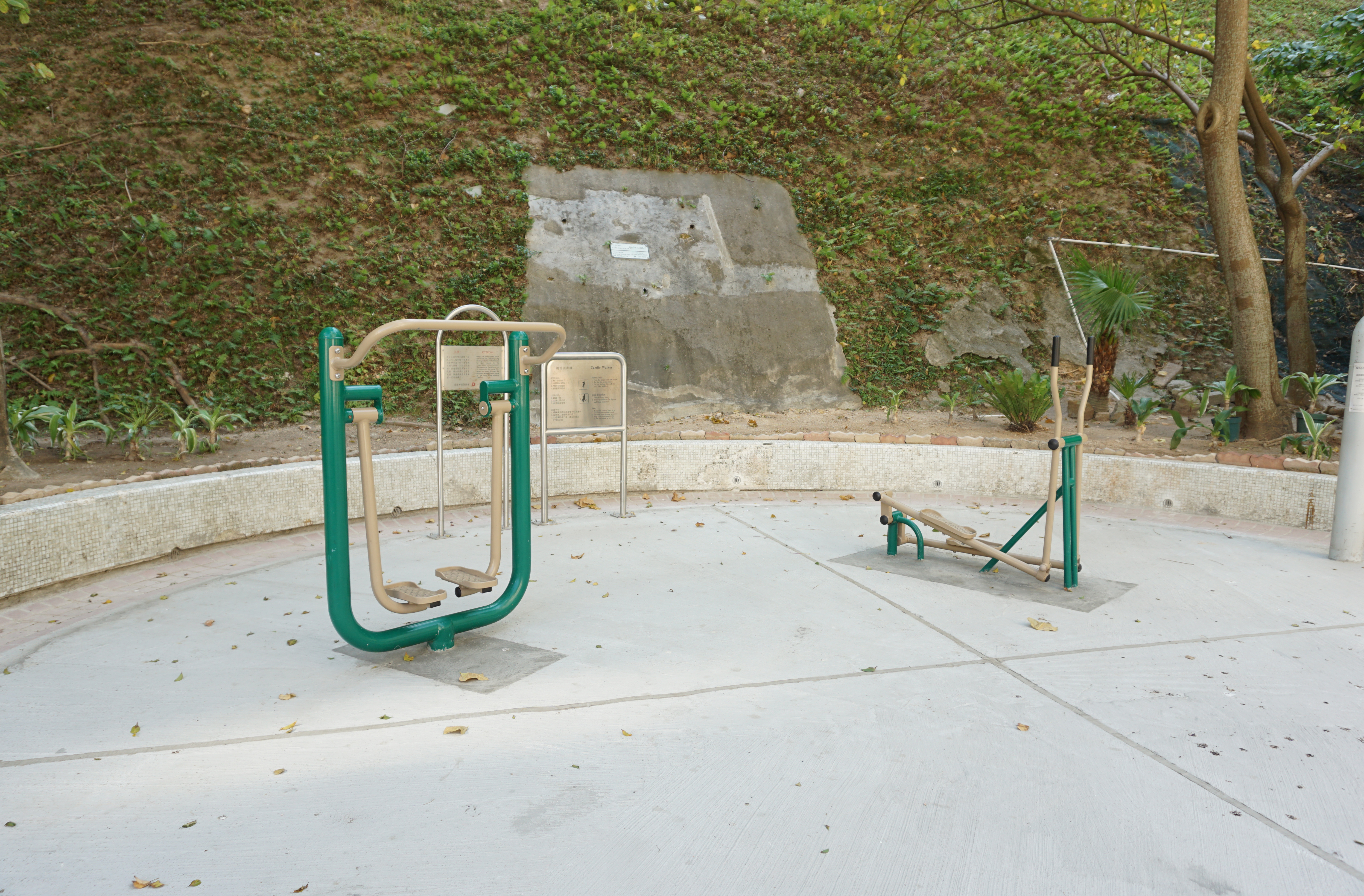
樂華南邨健體區（4）
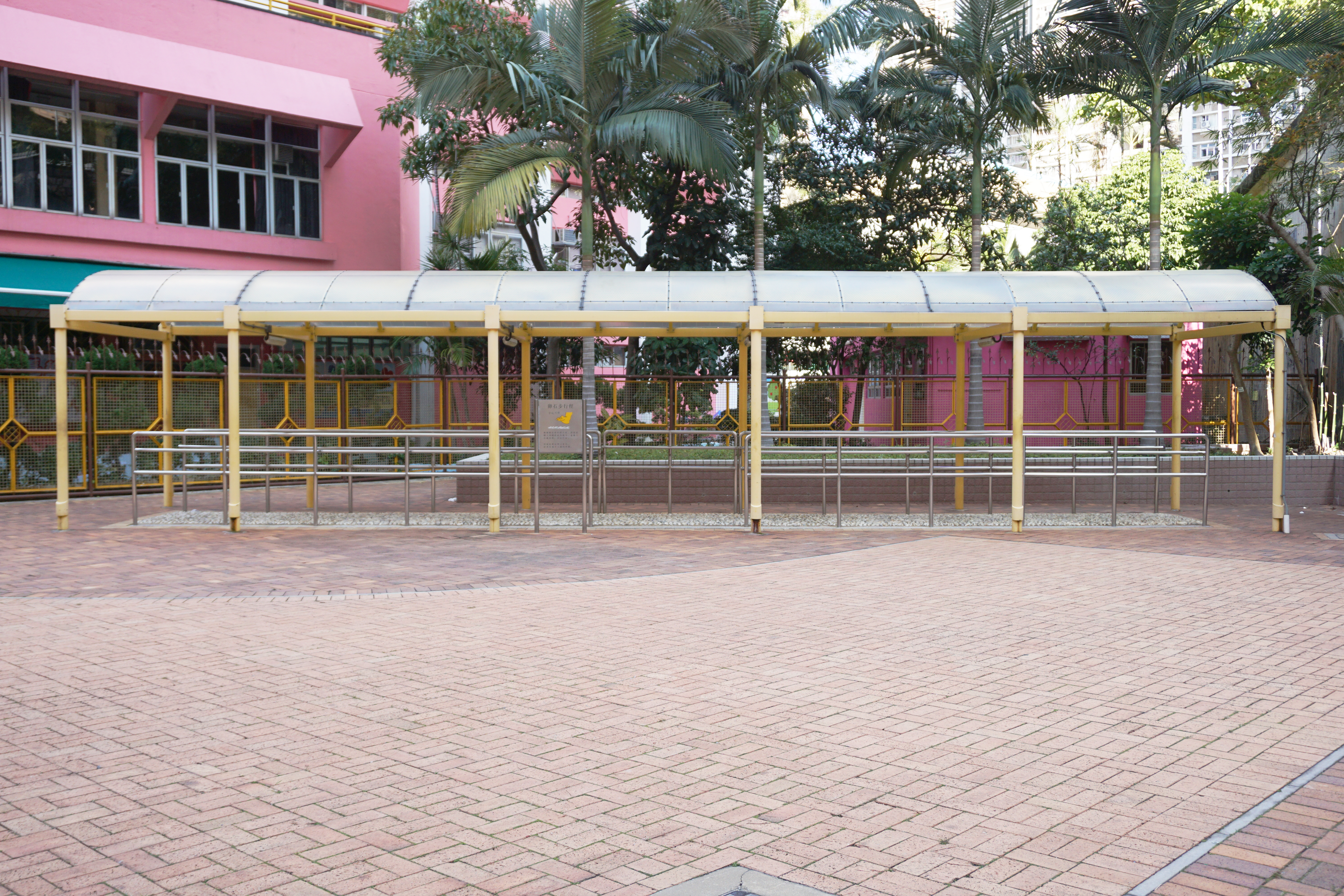
卵石路步行徑

## 購物設施

#### 樂華商場
樂華北邨內設樂華商場，樓高3層，商業面積逾一萬平方呎，座落於斜坡之上，在1985年9月27日落成。商場設計以以紅、橙、黃為主色，帶有傳統色彩。巨型頂蓋由三角幾何圖案演變而成。
現時主要租戶以小商店為主，包括茶餐廳、鞋店、電器店、麵包店、麥當勞、日本城、大家樂、百佳超級市場、東京麵包餅食、Smart零食店及759阿信屋等。樂華商場大堂外的巨型頂蓋下，曾有六級水池，後來改為花槽，並裝上欄杆。

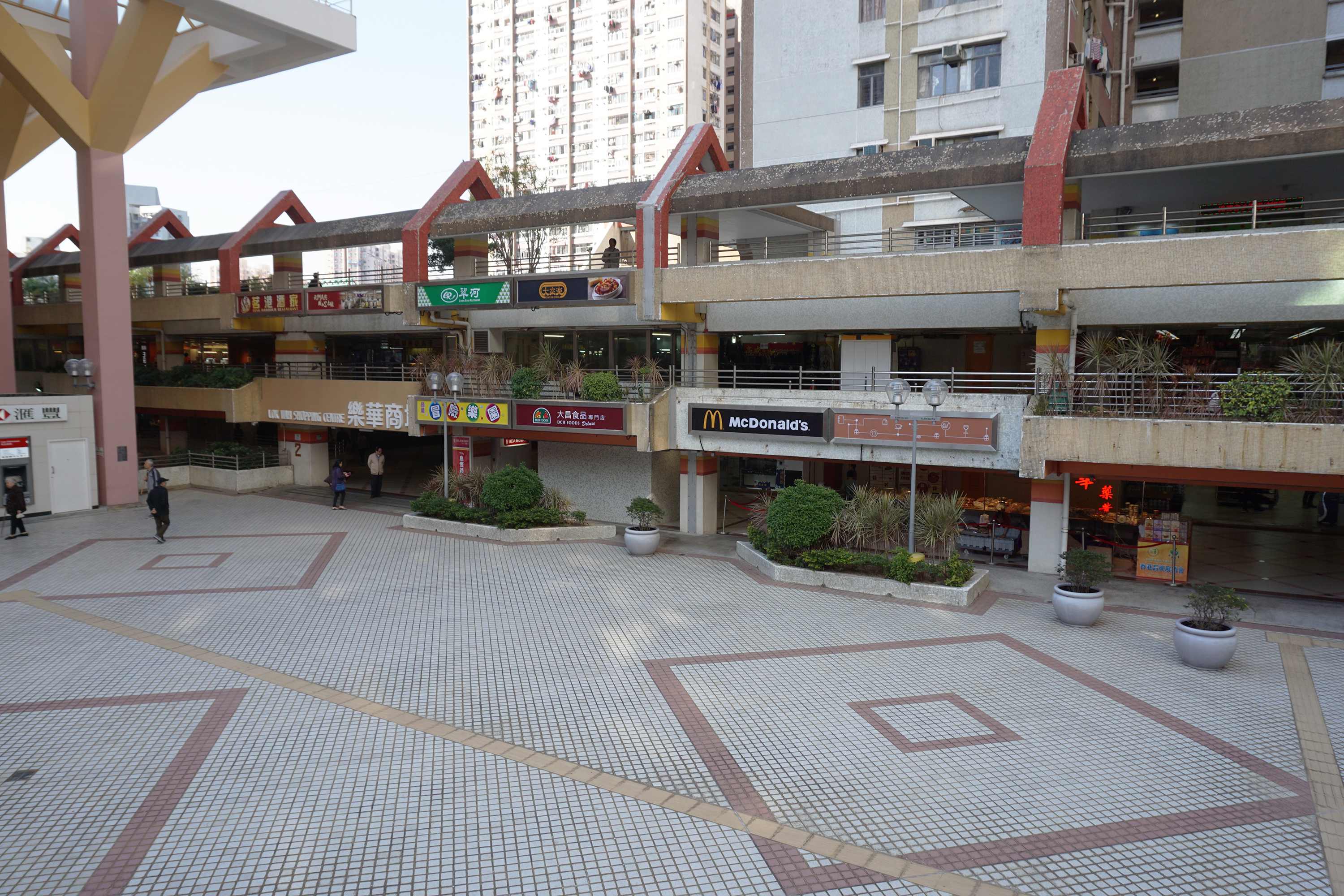
樂華商場
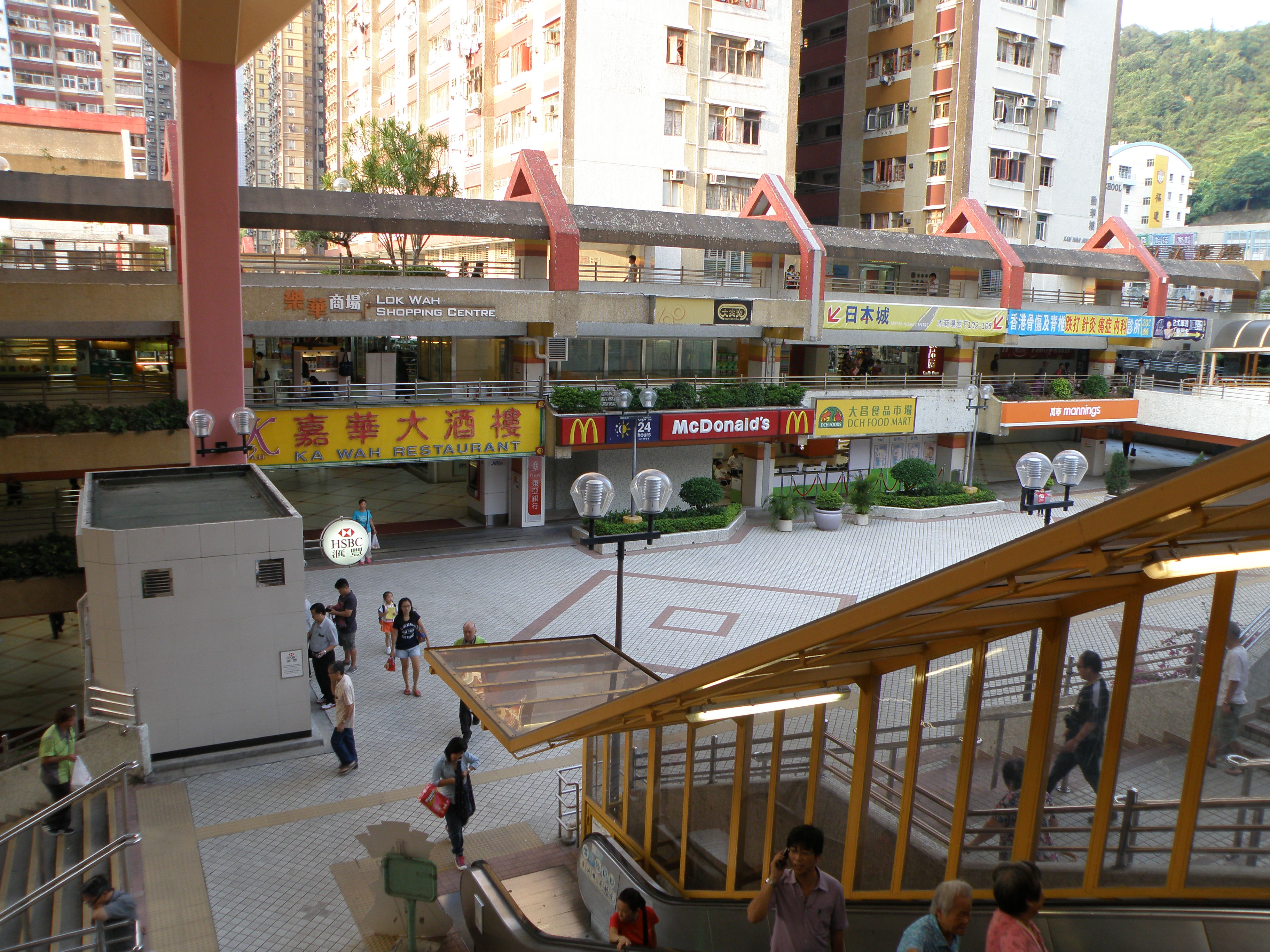
樂華商場（2014年）
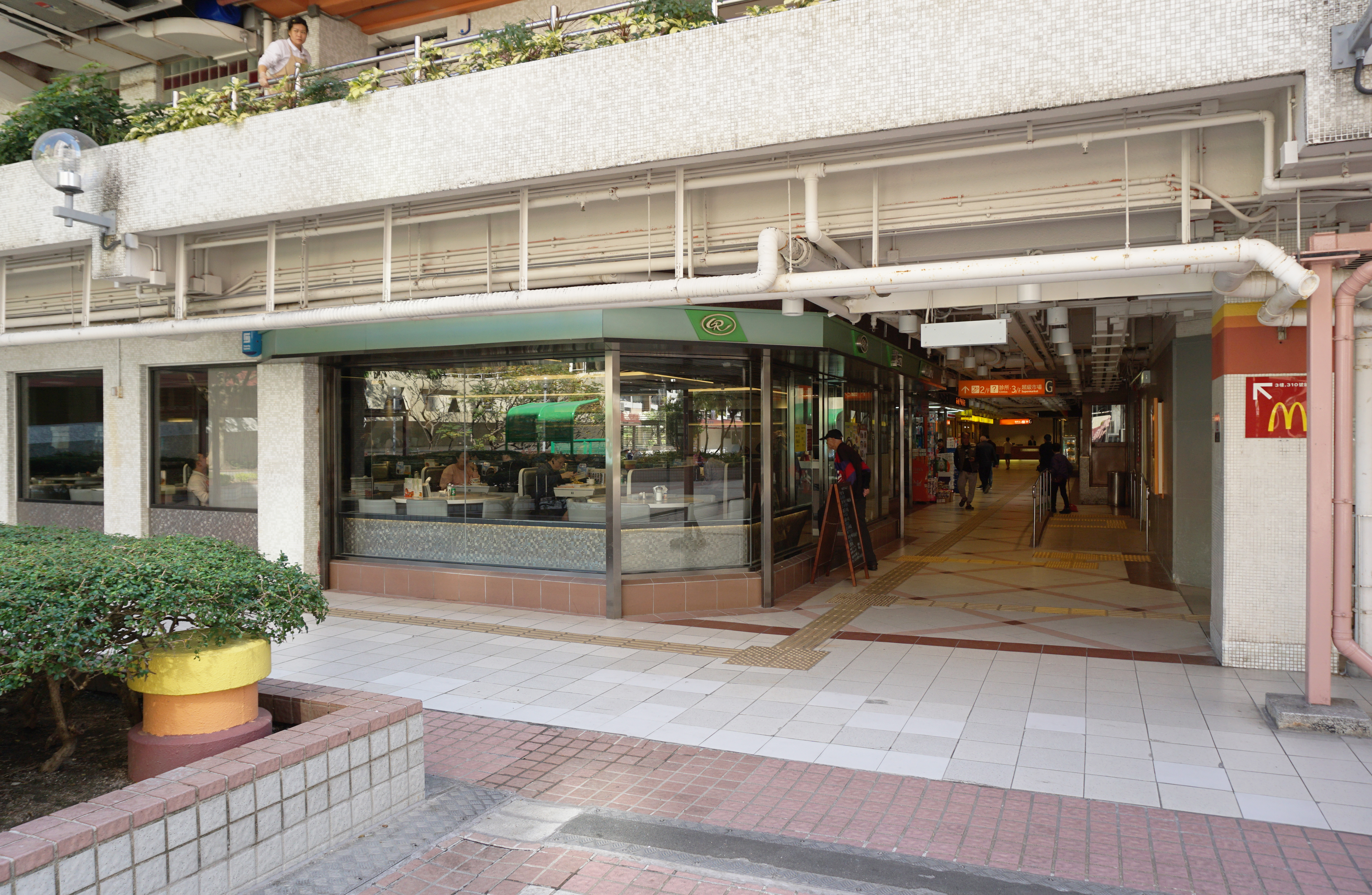
商場地下
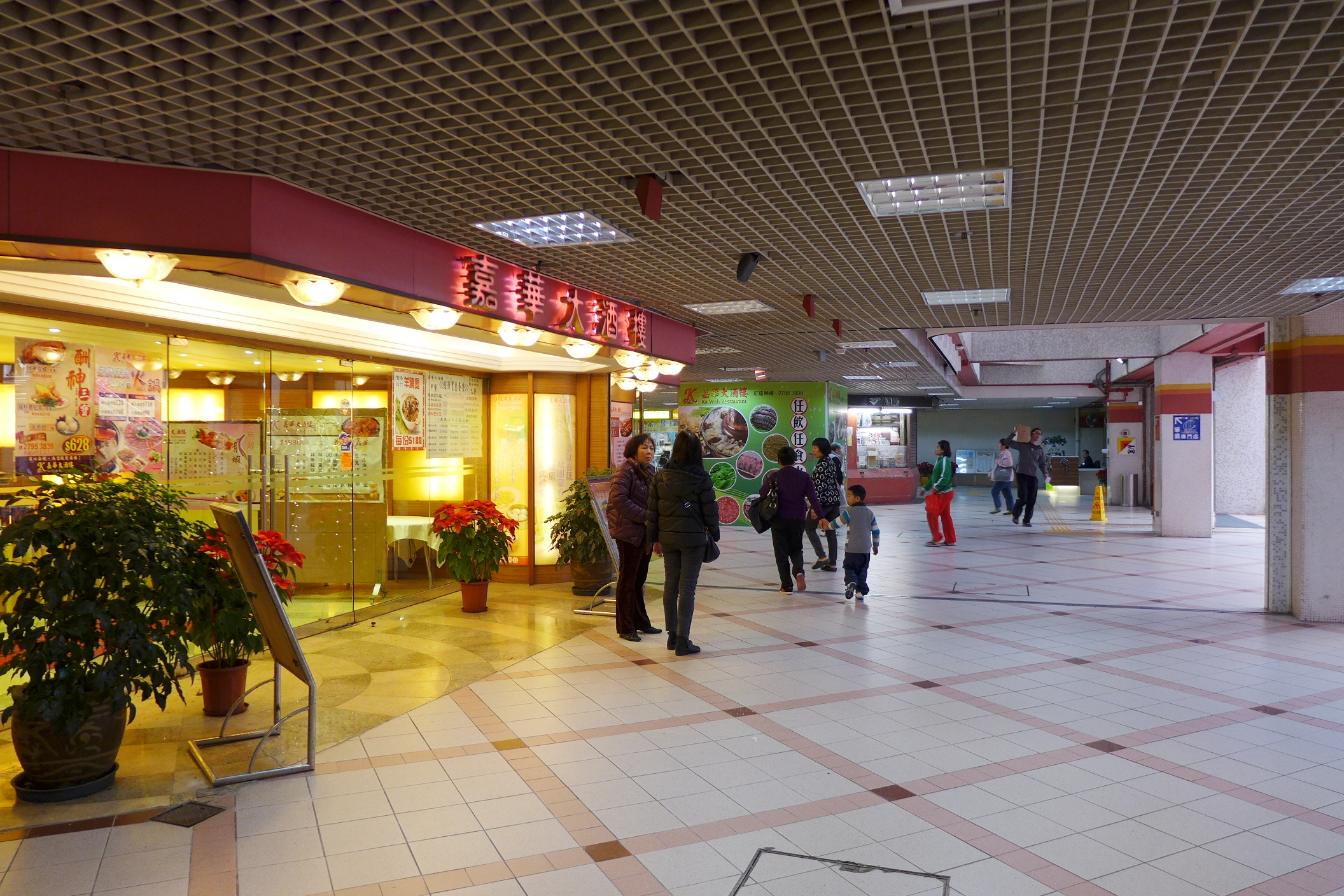
結業前的嘉華大酒樓
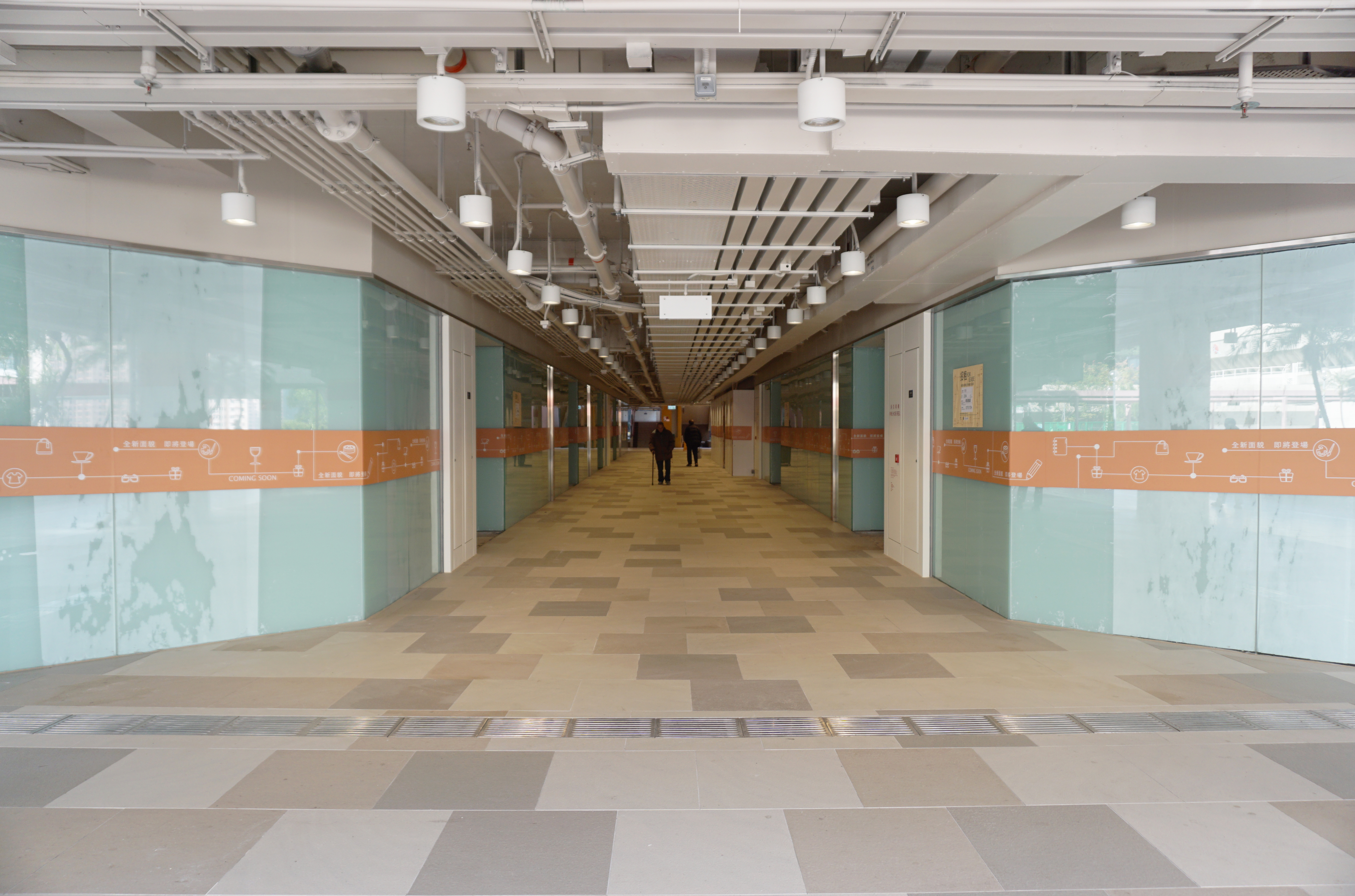
商場地下的嘉華大酒樓於2017年4月結業後，拆細為多間舖位，直至2018年1月仍未租出
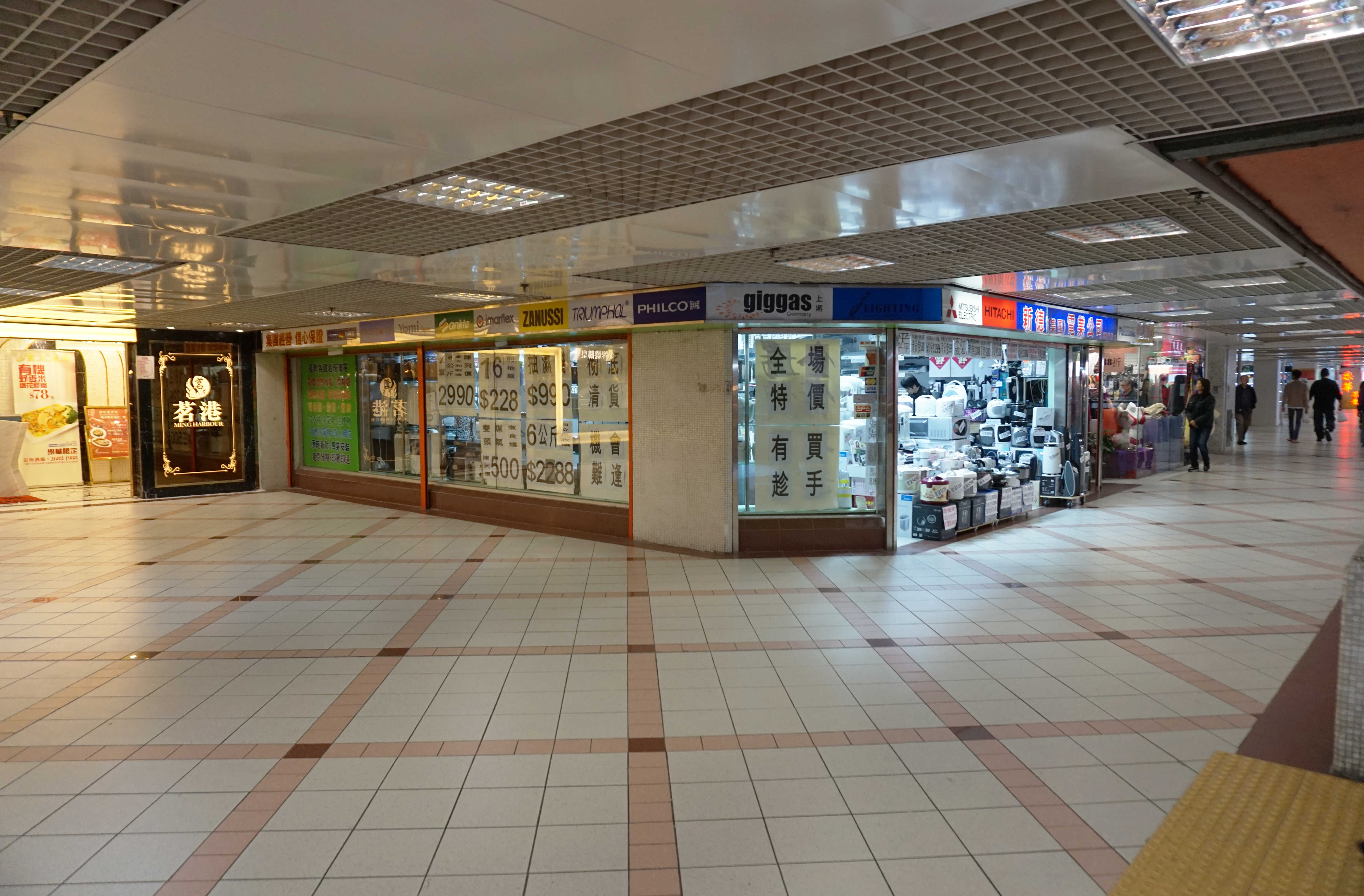
嘉華酒樓結束後，商場唯一酒家改租予茗港，並遷至2樓，後於2024年3月結業
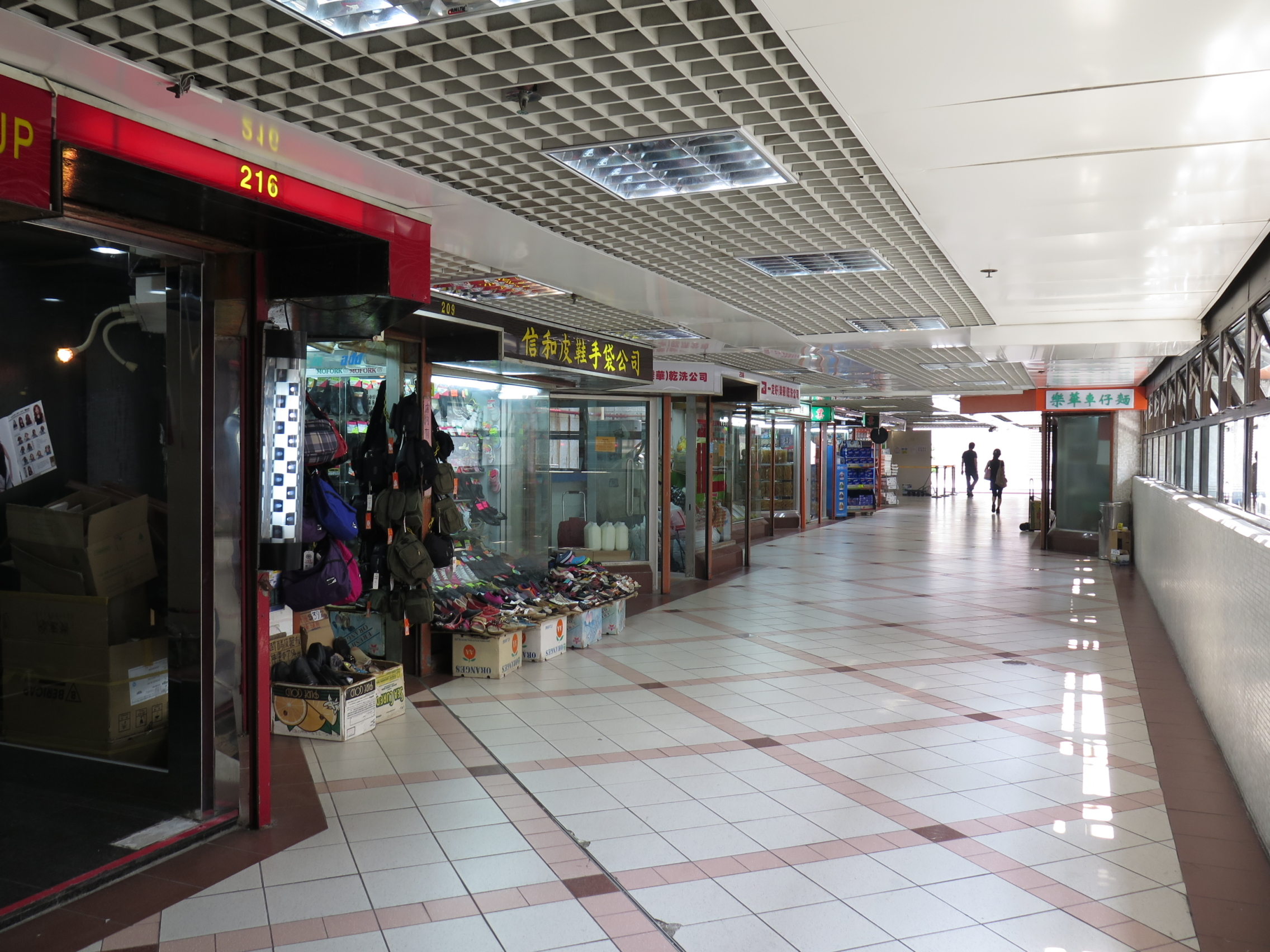
商場2樓不少租戶以小商店為主，當中除了乾洗店及影樓外不少店鋪已搬遷或結業
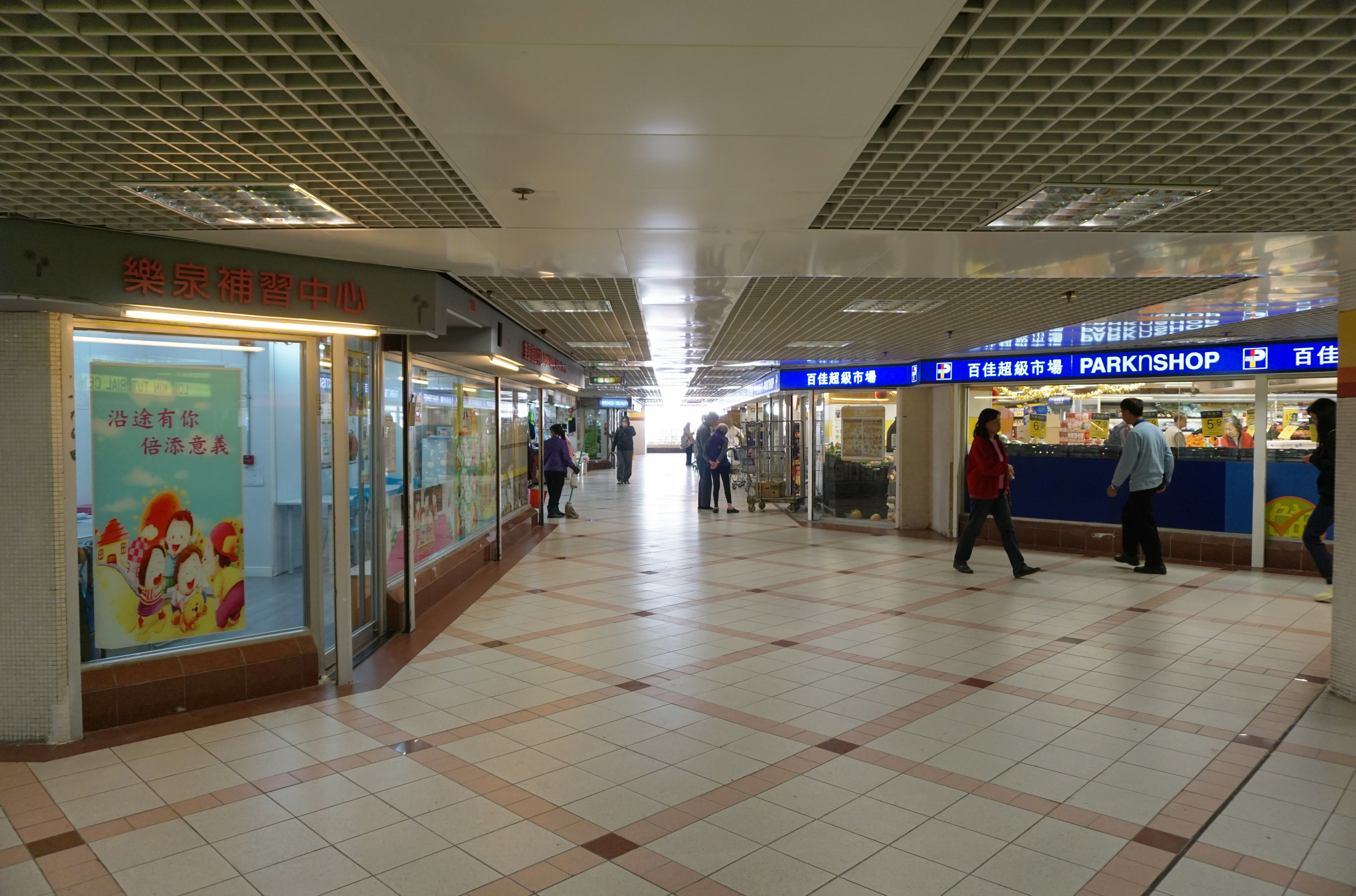
商場3樓
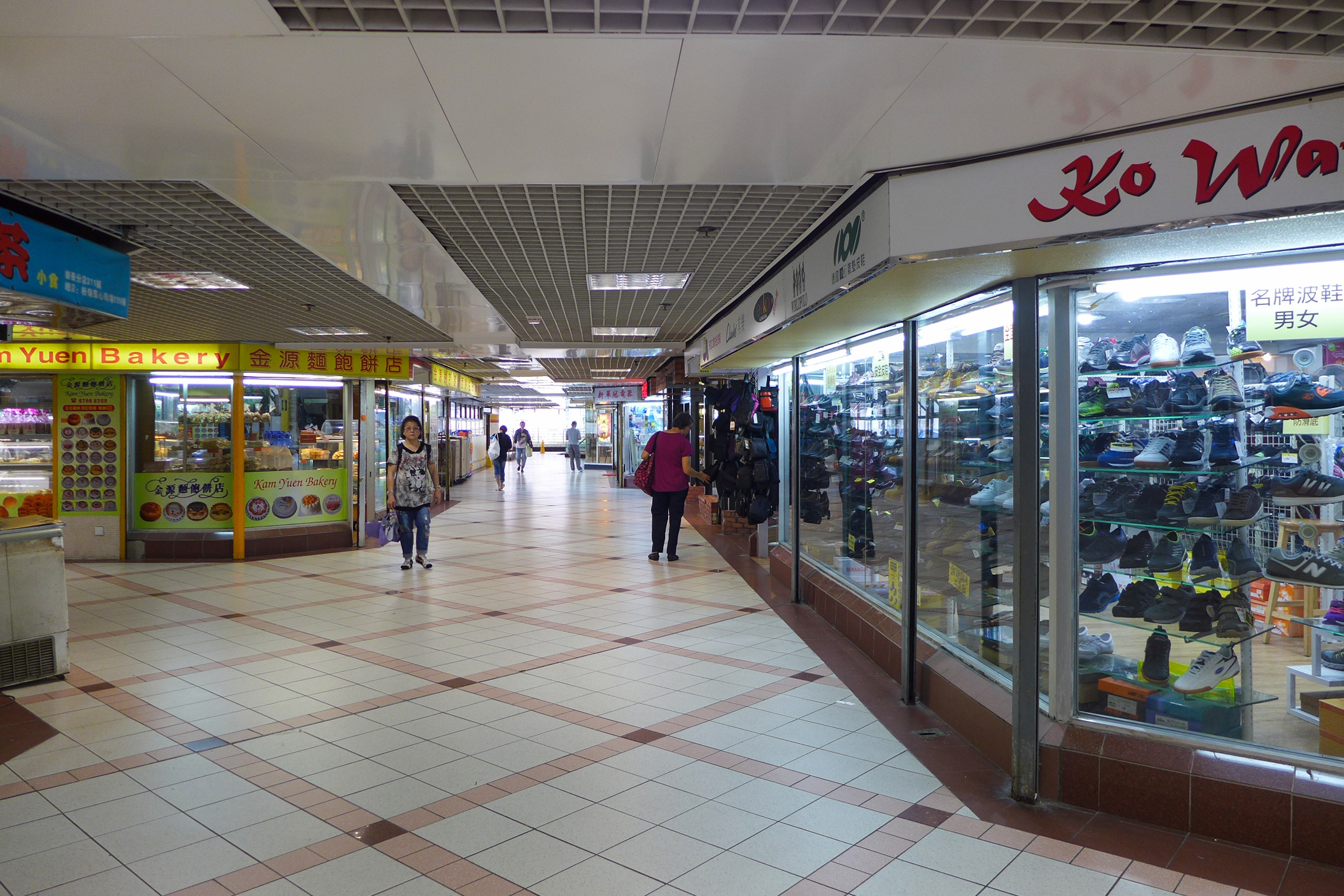
商場3樓（2）
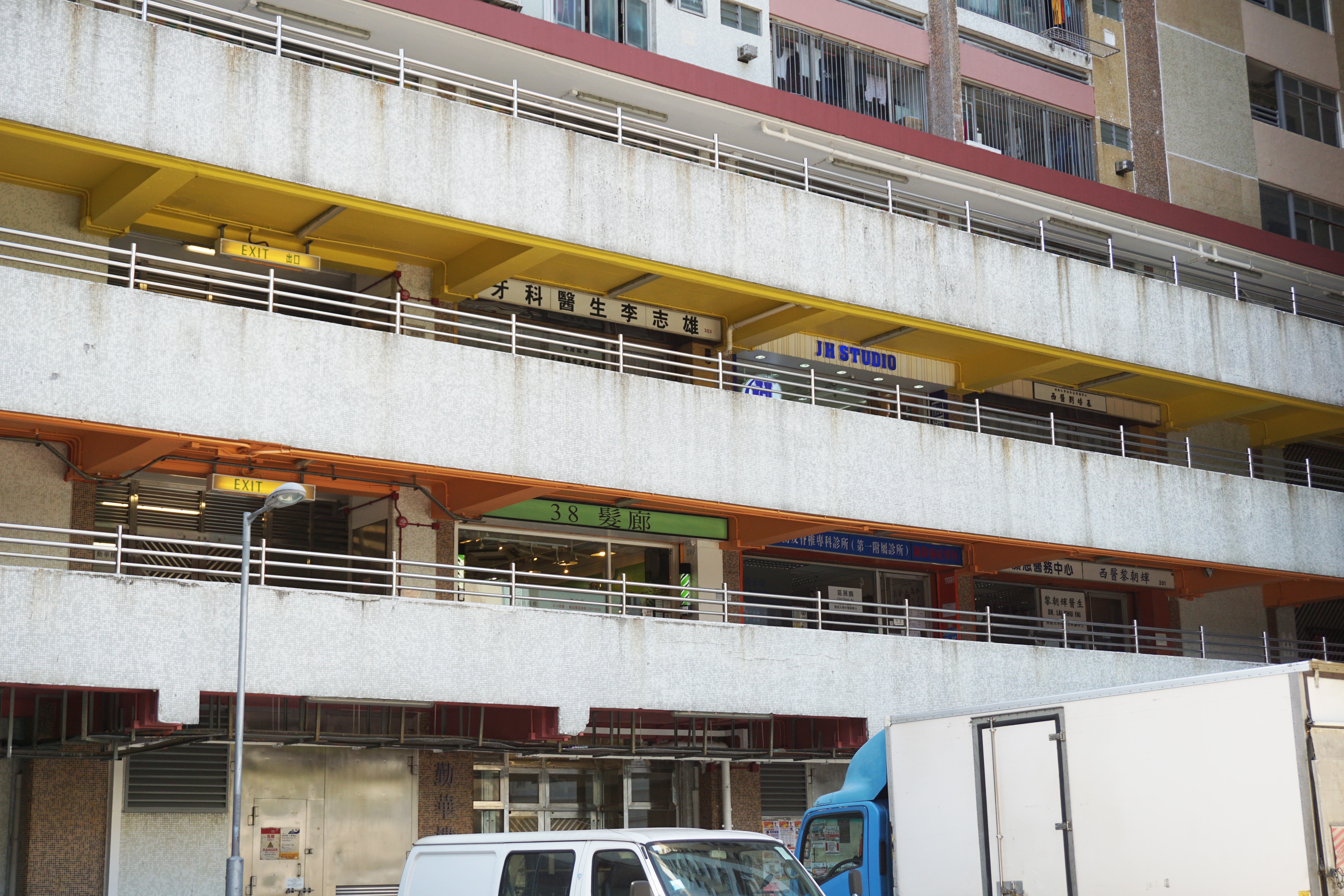
勤華樓商舖
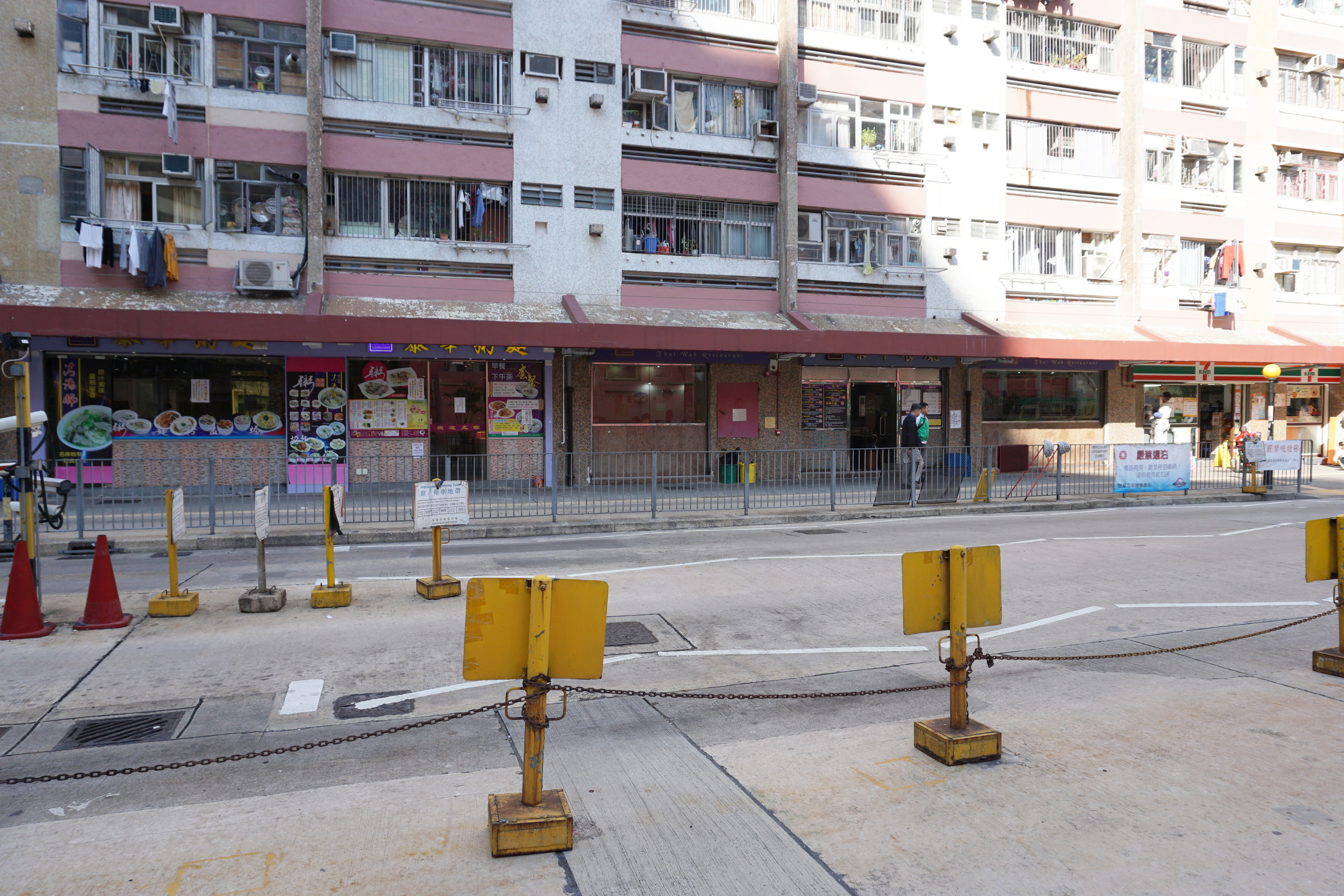
信華樓商舖
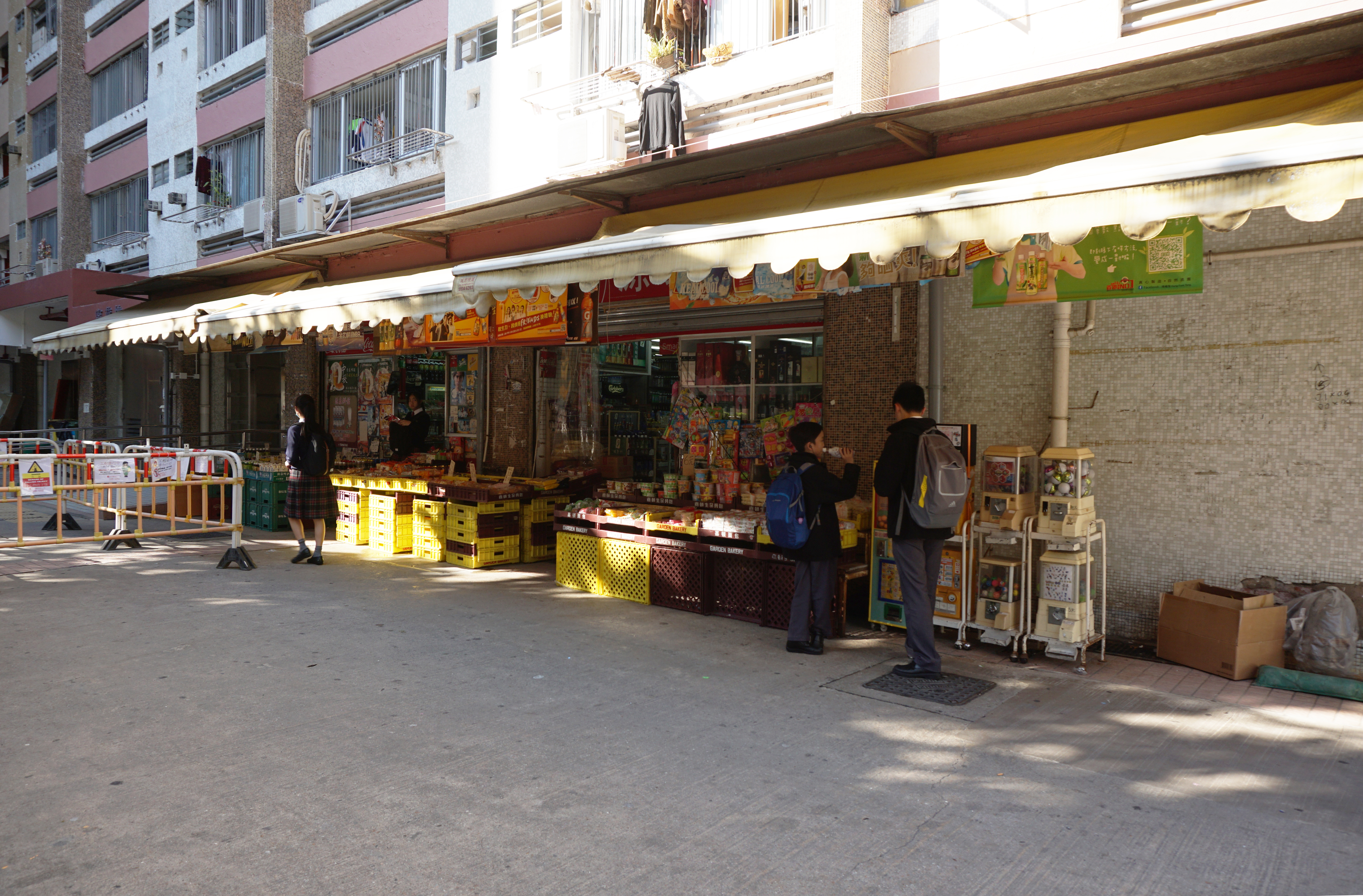
寧華樓商舖

#### 樂華街市
樂華南邨則設樂華街市，主要以售賣乾濕貨的小商戶為主。
商場內曾設有樂華郵政局，可惜因不敵租金壓力，已於2015年4月11日關閉，改以流動郵政局服務站於逢星期一、三、五上午停靠欣華樓側取代。
近年，領展不斷組合商戶，部份商戶由商場轉至街市後的大廈地舖。現時樂華邨只剩餘一家文具店。
另外，展華樓地下曾有開設大昌食品市場，及後並於90年代後期結業，該舖位現時為佳寶食品超級市場。

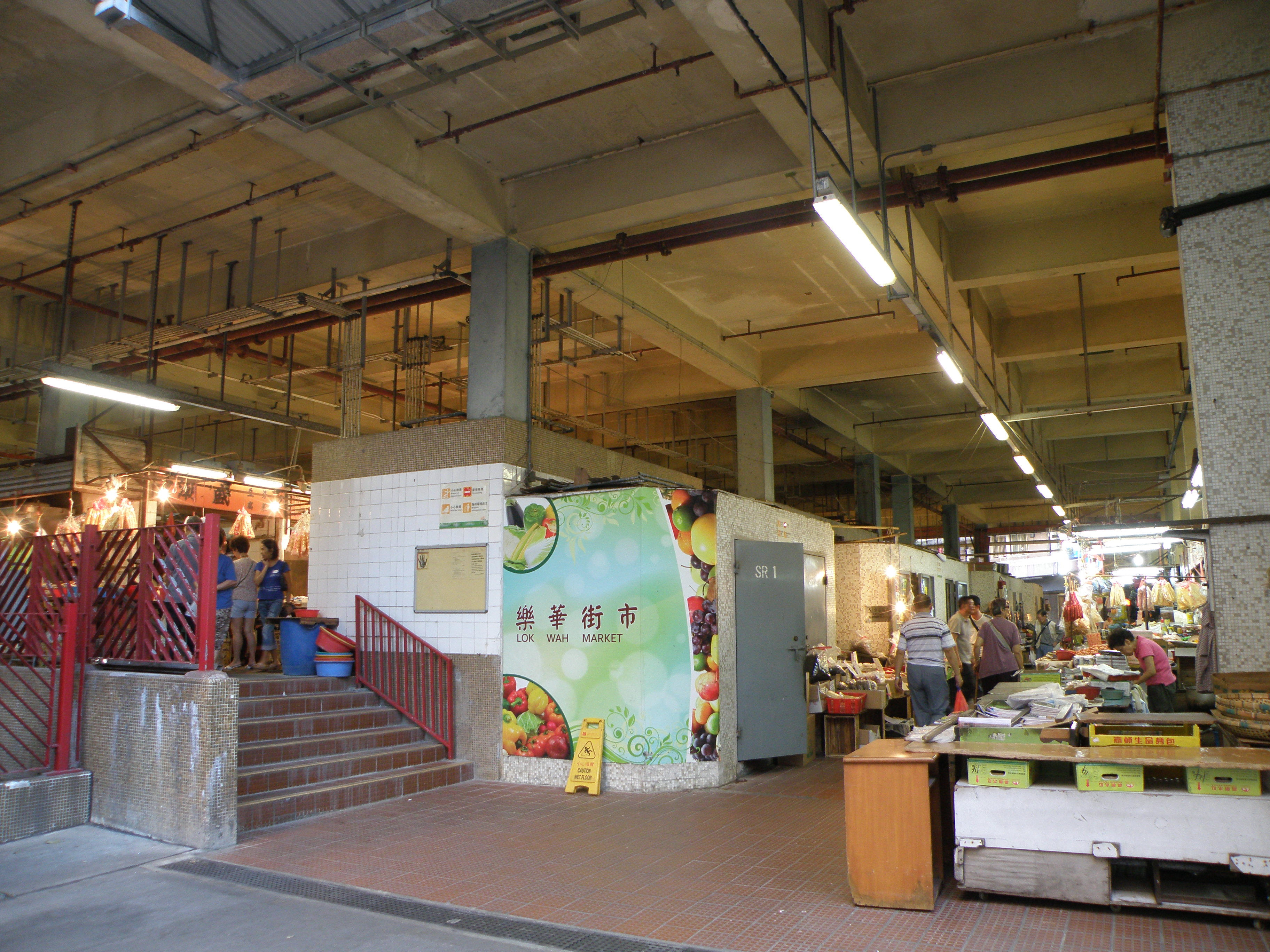
街市豆腐芽菜檔及報販
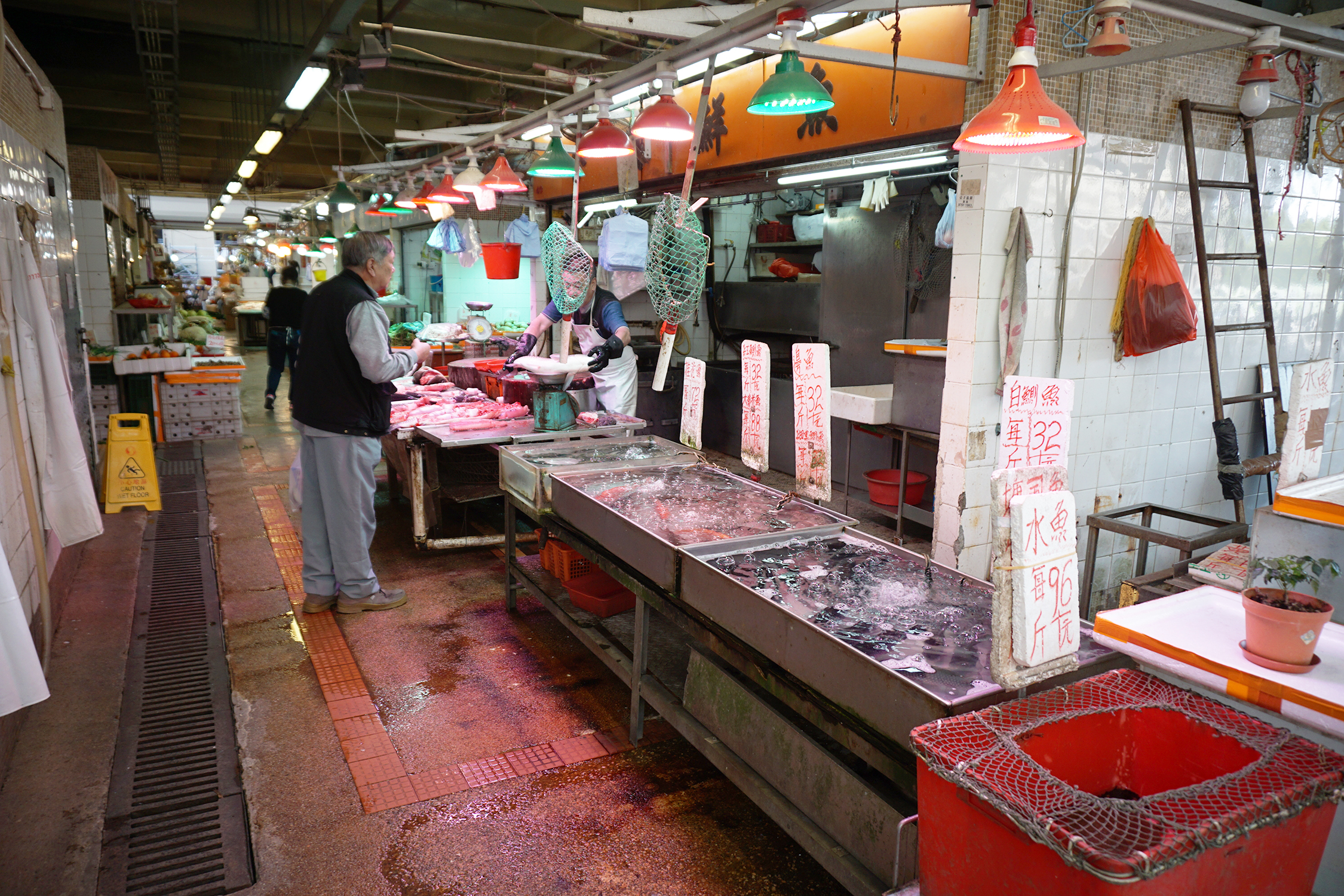
街市魚檔
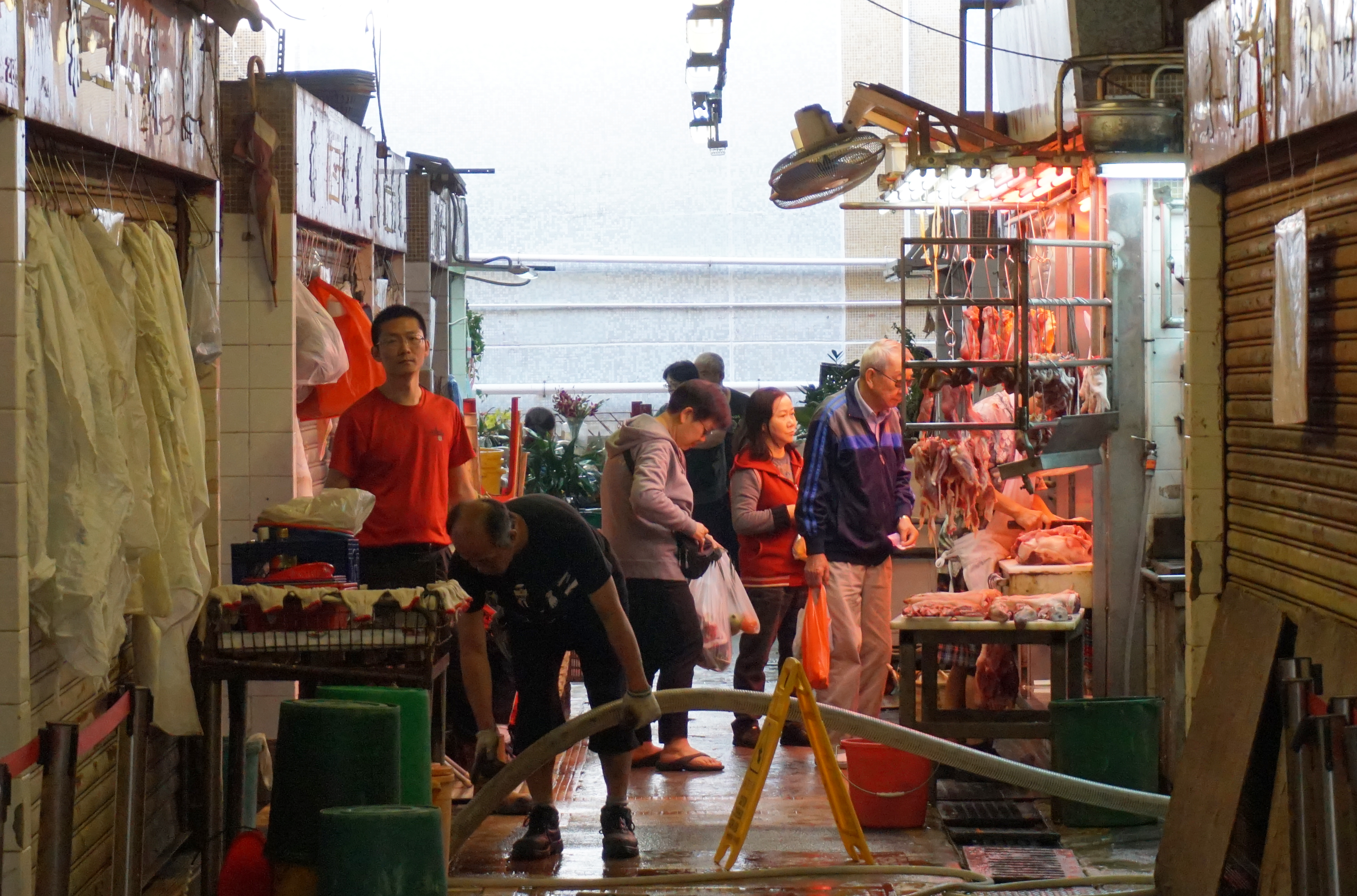
街市肉檔
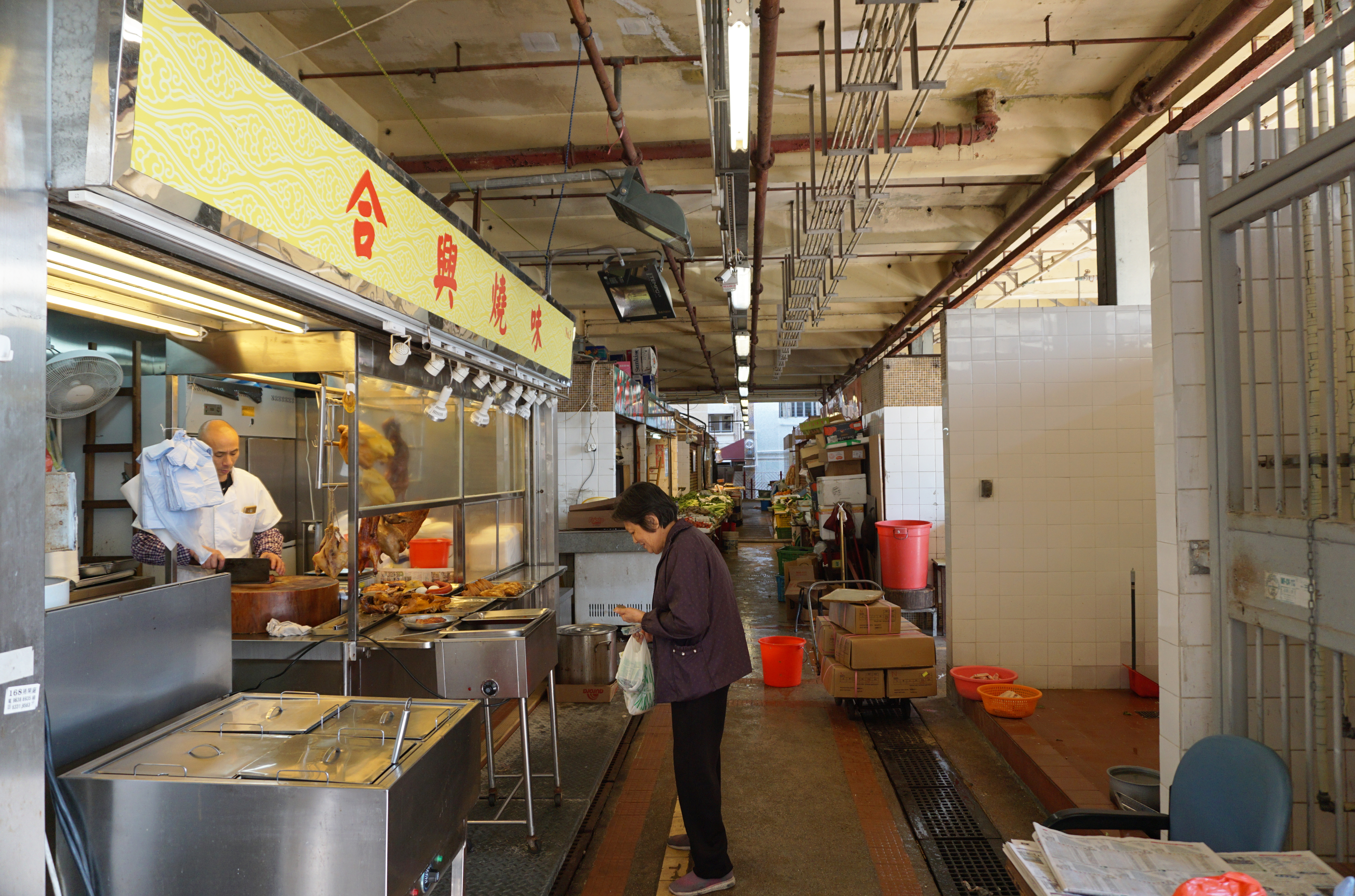
街市燒味及菜檔
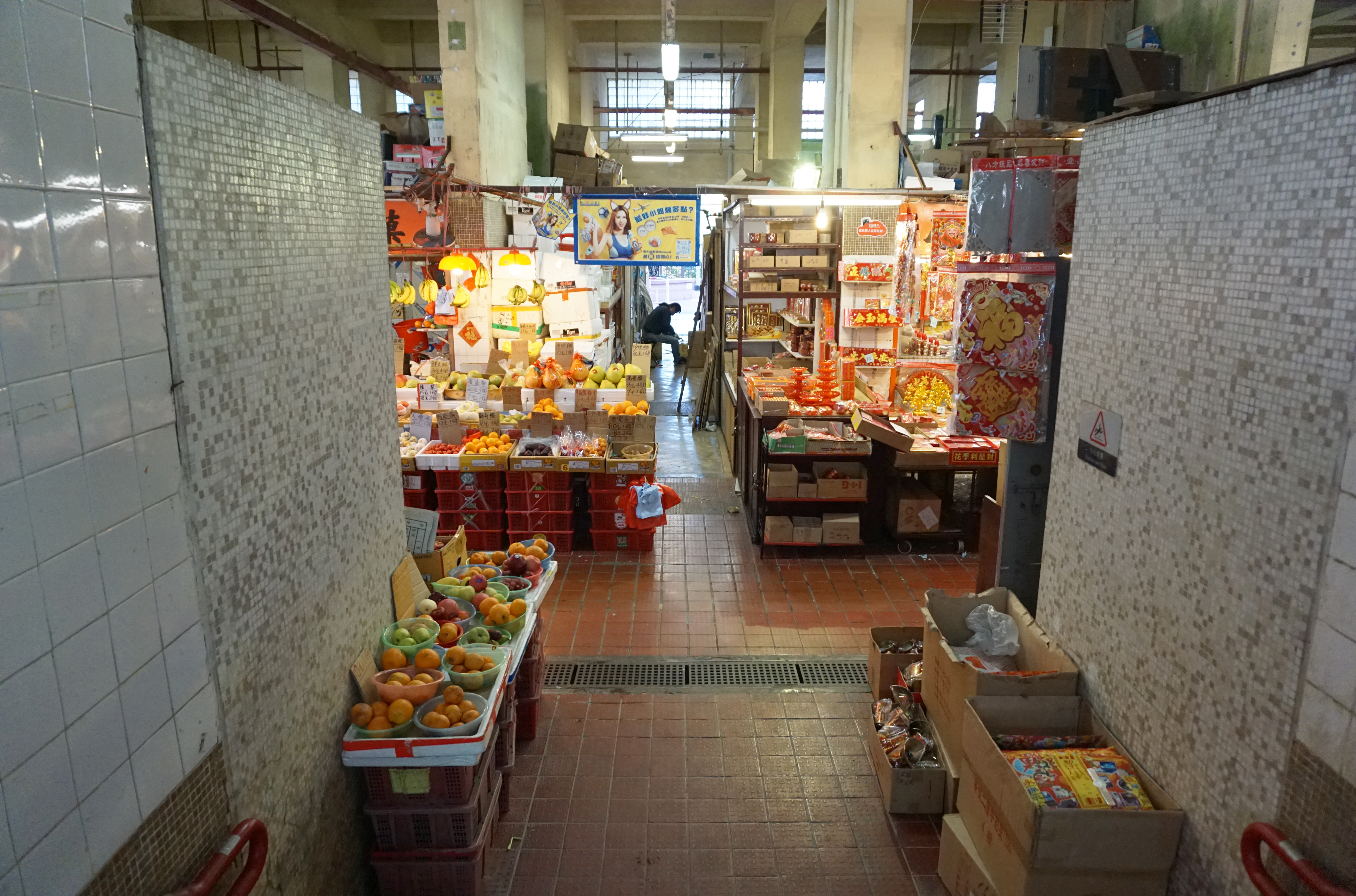
街市水果檔及香燭店
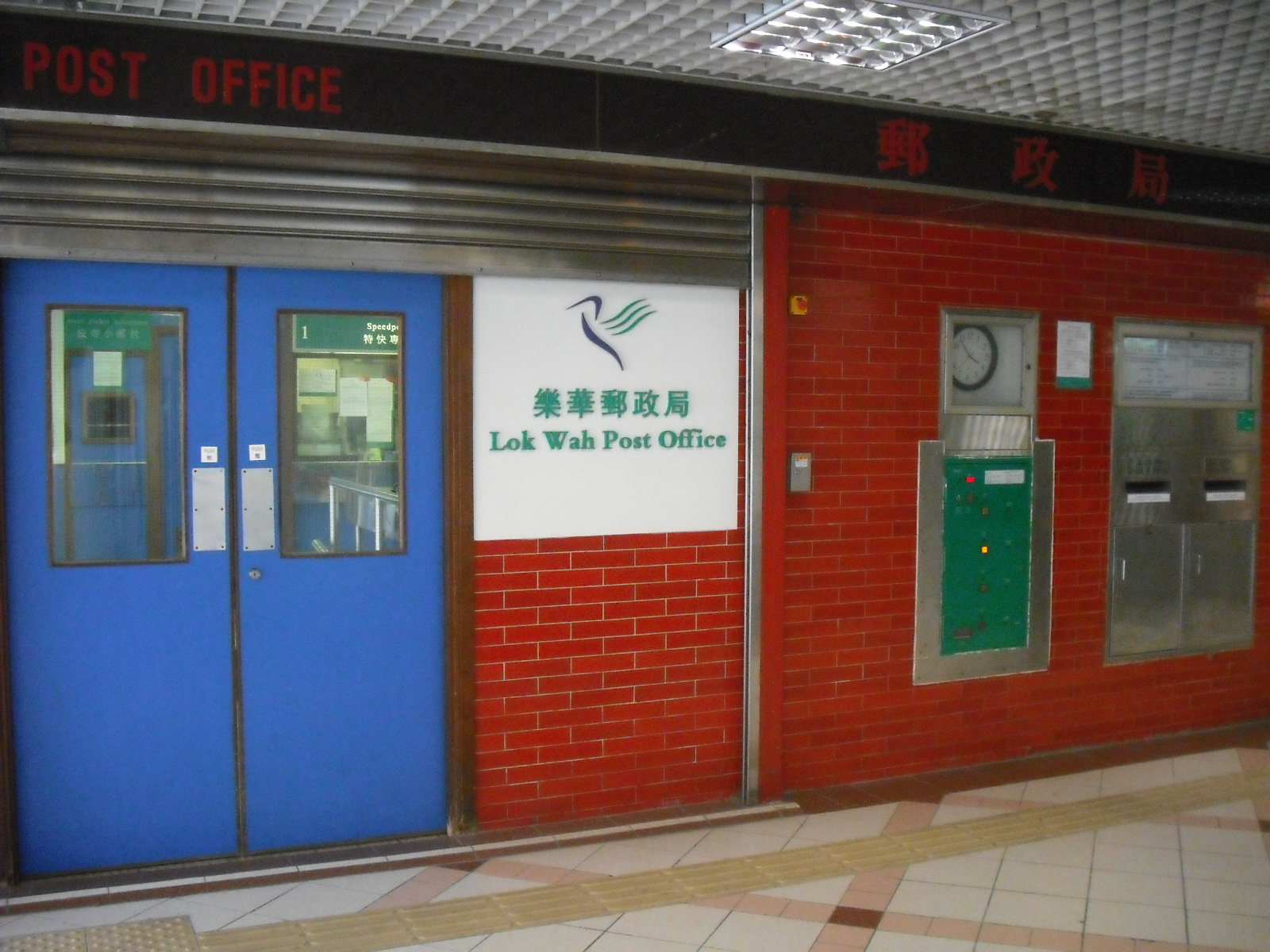
結束前的樂華郵政局
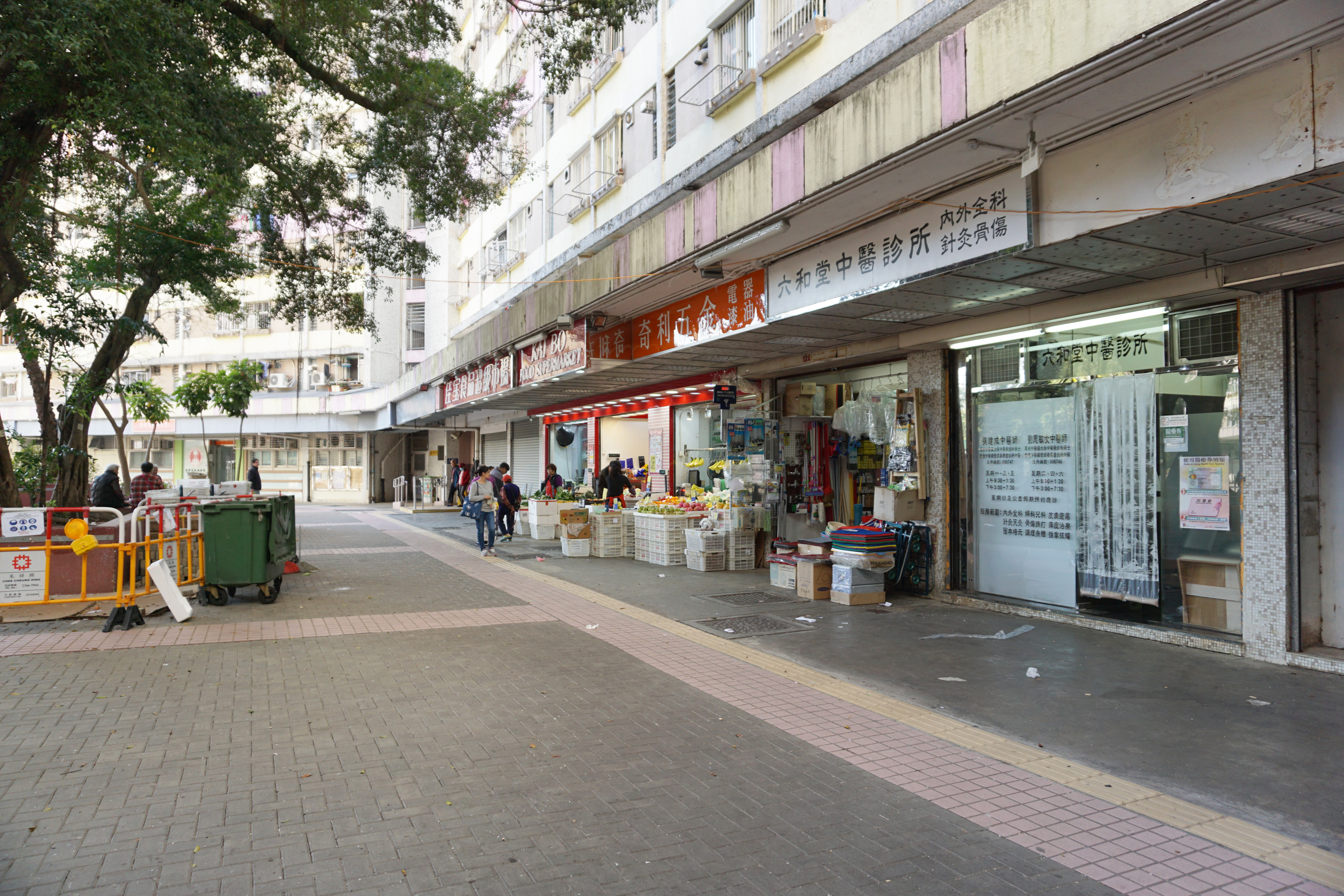
展華樓商舖
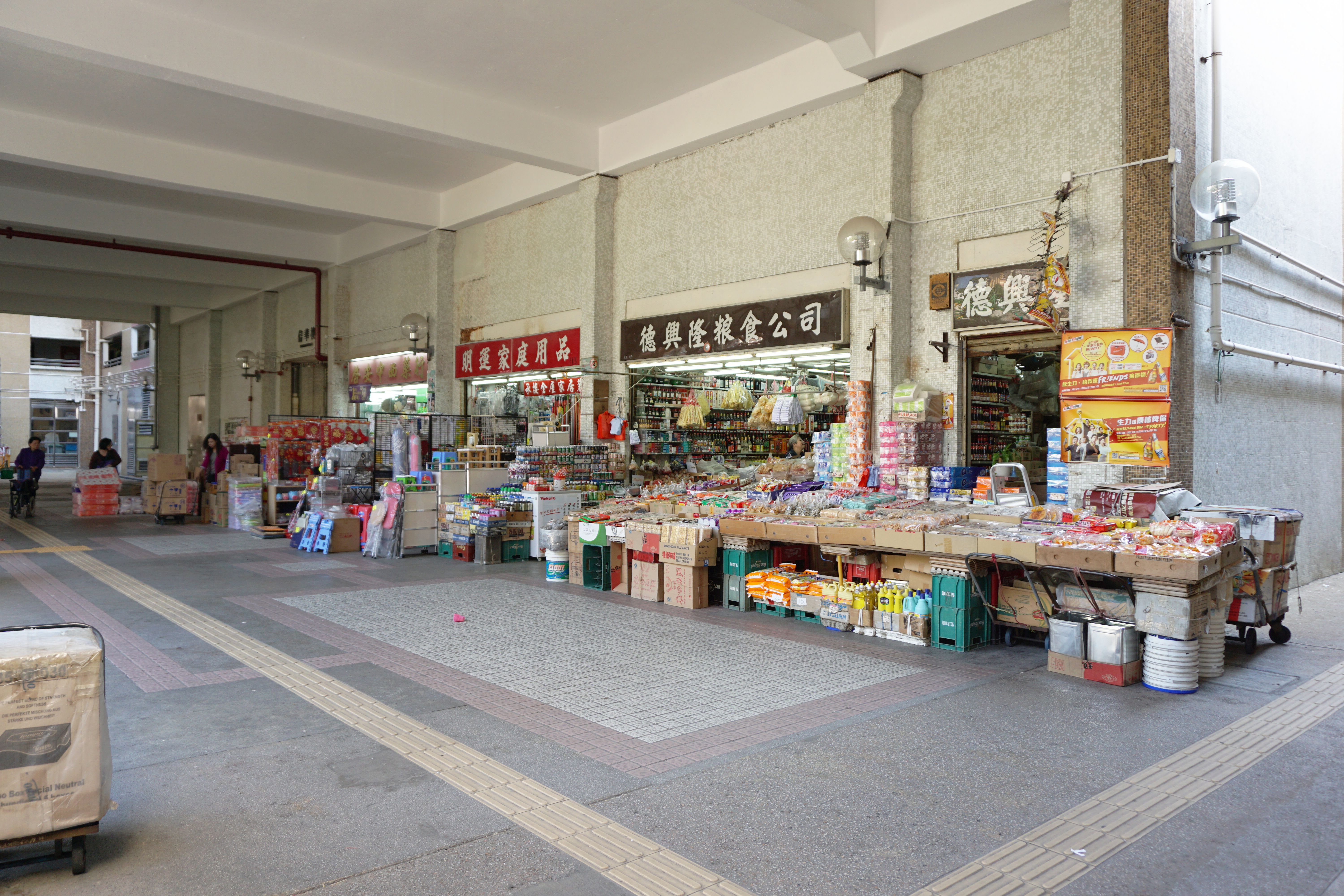
信華樓商舖（2）

#### 冬菇亭
樂華南邨設3個冬菇亭，其中一個在早年由領展翻新。其餘兩個已有34至35年歷史的冬菇亭分別在2017年和2018年3月末因不獲領展續租而結業。街坊覺得食物符合老百姓口味，質疑「為什麼要剷走大牌檔」。

## 區議會議席分布
| 年度/範圍    | 年度/範圍                      | 2000-2003      | 2003-2007      | 2008-2011      | 2012-2015      | 2016-2019          | 2020-2023          | 2020-2023  |
| ------------ | ------------------------------ | -------------- | -------------- | -------------- | -------------- | ------------------ | ------------------ | ---------- |
| 樂華（南）邨 | 奐華樓、敏華樓、喜華樓及安華樓 | 樂華南選區     | 樂華南選區     | 樂華南選區     | 樂華南選區     | 樂華南選區         | 樂華南選區         | 觀塘西選區 |
| 樂華（南）邨 | 展華樓及輝華樓                 | 樂華北選區     | 樂華北選區     | 樂華北選區     | 樂華北選區     | 樂華北選區         | 樂華北選區         | 觀塘西選區 |
| 樂華（北）邨 |                                | 樂華北選區     | 樂華北選區     | 樂華北選區     | 樂華北選區     | 樂華北選區         | 樂華北選區         | 觀塘西選區 |
| 樂雅苑       | 樂雅苑                         | 部份佐敦谷選區 | 部份佐敦谷選區 | 部份佐敦谷選區 | 部份佐敦谷選區 | 部份牛頭角下邨選區 | 部份牛頭角下邨選區 | 觀塘西選區 |

## 事件

### 房署圍封巴士總站車長休息室
早在2013年3月，九巴向房委會提出在樂華巴士總站設置站長休息室，不過房委會以需得到業權人領展批准為由，一直進展緩慢。到2017年6月，樂華南邨管理諮詢委員會通過增設站長室建議，但仍需經領展的同意。到2017年8月，領展同意增建站長室，不過房署於8月10日貼出告示，指休息室屬公眾地方，要求九巴於兩日內移走，事件令部份車長相當不滿。
2017年8月11日，工聯會屬下的汽車交通運輸業總工會在早上11時半起聯同九巴車長發起靜坐，車長表示在酷熱天氣下只能在室外地方休息及用膳。期間邨內三條巴士線服務，包括28、2A及23M暫停，到12時才回复服務。房署其後承諾暫時不會移走休息室。